# Rocca dei Rossi (San Secondo Parmense)

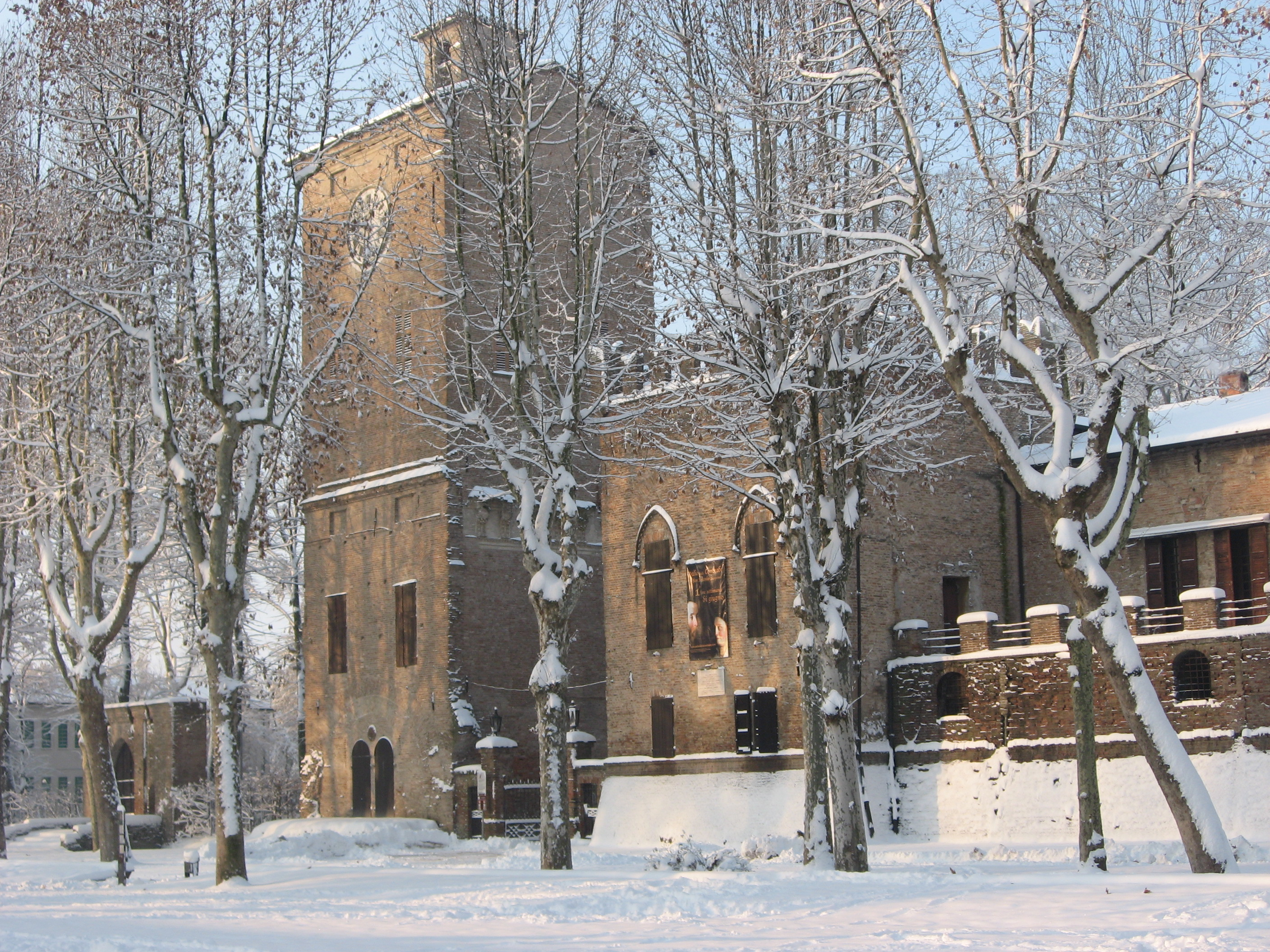
Suggestiva immagine innevata della Rocca

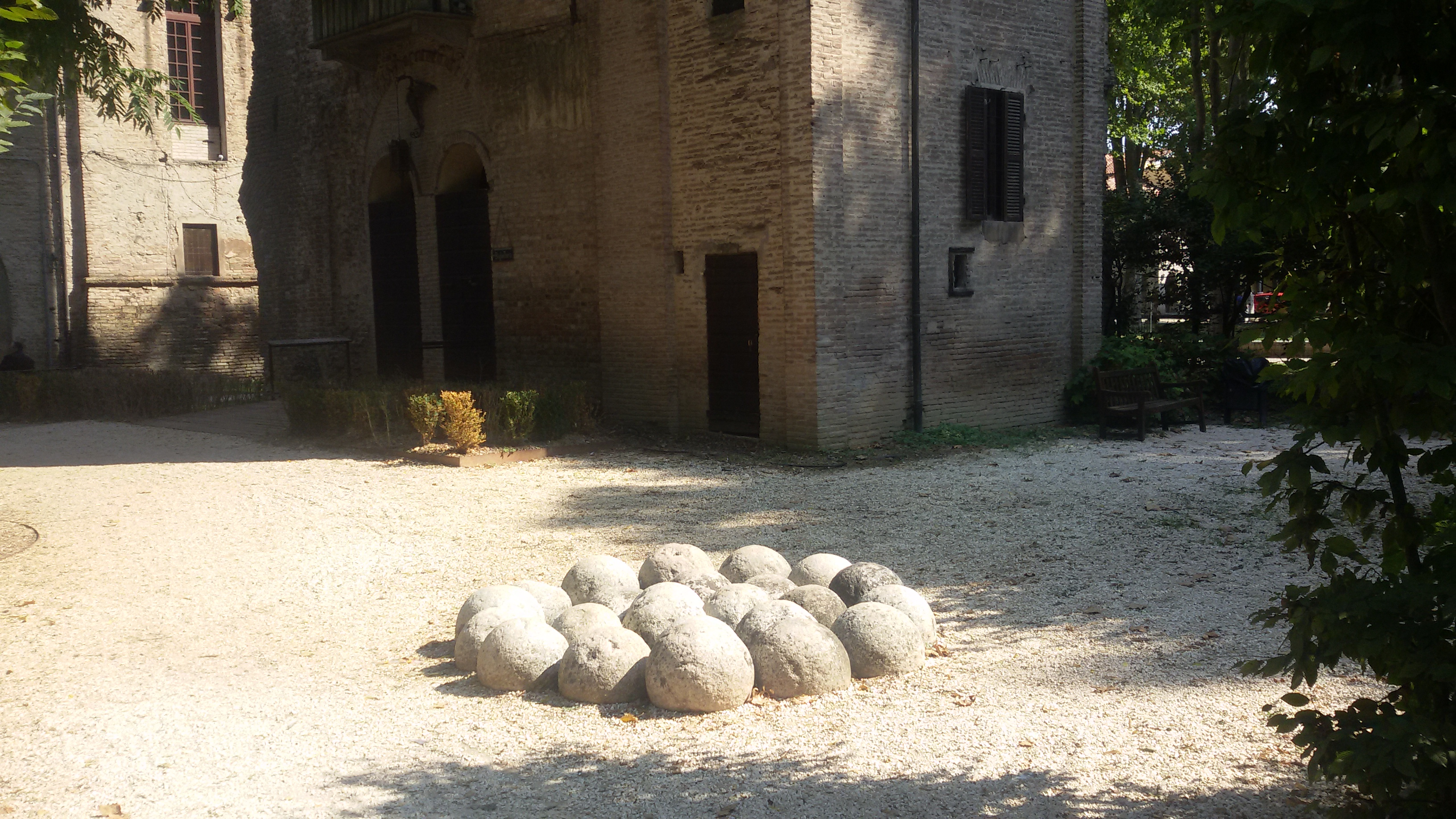
Palle di cannone poste sotto il mastio risalenti, secondo tradizione locale, all'assedio delle truppe di Ludovico il Moro (1482)

La rocca dei Rossi è un maniero tardo-medievale situato in piazza Mazzini 12 a San Secondo Parmense, in provincia di Parma. A partire dal XV secolo fu la rocca principale dalla quale i Rossi amministrarono i propri feudi, nonché residenza della famiglia dei conti da Pier Maria II de' Rossi in poi.

## Storia

### Le origini: la rocca quattrocentesca
La rocca fu costruita su un dosso intorno al 1413 per volere di Pier Maria I de' Rossi, padre di Pier Maria II, a difesa del borgo fortificato di San Secondo sul quale i Rossi vantavano diritti sin dal XII secolo ed esercitavano signoria come conti dal 1365. La rocca venne costruita sulla sponda opposta del Taro morto rispetto al paese, in modo da attingere da esso le acque per alimentare il fossato così come il borgo già faceva dal XIII secolo.
La prima costruzione venne così definita dal poeta piacentino Gerolamo Rustici  "Grande e magnifico, con tutte le mura da basso a cima, grosso di ventiquattro piedi, massiccio con quattro baluardi difesi dalle sue mezze lune con maschio nel mezzo, grosso trentasei piedi tutto massiccio, senza la terra che era tutta cinta di grosse mura con sette baluardi"; l'immagine coincide con quella dipinta da Benedetto Bembo nella Camera d'Oro del castello di Torrechiara.
La struttura si presentava a scopo prevalentemente difensivo e non residenziale, le mura disposte a forma di quadrilatero presentavano ai quattro vertici delle torri sporgenti, mentre l'accesso, collocato a oriente era presidiato da tre rivellini, mentre il camminamento di ronda sopra le mura era coperto e proseguiva all'interno delle torri.
Dentro al perimetro delle mura sorgeva il mastio isolato e protetto da un inspessimento delle mura esterne, infatti la cinta muraria rivolta ad est della rocca attuale che, insieme alla torre nord-est risale parzialmente al primo periodo, presenta una struttura muraria in laterizio dello spessore di circa 7 metri.
Per quanto riguarda la disposizione interna degli edifici pare che fossero disposti a corte intorno al mastio, comunque distanziati dalle mura perimetrali.

### Il palazzo novo di Troilo I
Scoppiata nel 1482 la Guerra dei Rossi il castello sostenne con successo i numerosi assedi delle truppe sforzesche capitanate da Gian Giacomo Trivulzio e Sforza Secondo Sforza consentendo ai difensori numerose sortite che respinsero gli assedianti oltre al greto del Taro e della Rovacchia. Il castello venne di nuovo assediato nel 1483 durante la ripresa della guerra voluta da Guido de' Rossi, finendo però per capitolare definitivamente il 21 giugno 1483. Gravemente danneggiata dalle truppe sforzesche, rimase in uno stato di abbandono per quasi due decenni sino quasi al 1499, quando Giovanni de' Rossi riuscì a rientrare in possesso della contea e della rocca grazie ai servigi resi ai francesi.
Fu il figlio di Giovanni, Troilo I de' Rossi, l'artefice della ricostruzione del castello che all'epoca della sua presa del potere versava in pessime condizioni, in stato di abbandono da quasi vent'anni e con le mura gravemente danneggiate dai colpi delle bombarde sforzesche.
Troilo I, conscio della situazione precaria dei suoi feudi messi in pericolo dalle mire espansionistiche degli eredi di Guido de' Rossi, si concentrò sulla ristrutturazione degli apprestamenti difensivi dotando il borgo fortificato di San Secondo di nuove mura, ma al contempo restaurando anche la cinta muraria del castello, con il ripristino e recupero, ove possibile, delle mura quattrocentesche e la ricostruzione dei bastioni d'angolo.
Per quanto riguarda gli edifici interni, questi vennero in un primo momento restaurati: la zona residenziale più importante si trovava dietro al mastio ove si apriva una piccola corte al centro della quale era collocato un pozzo, pozzo che attualmente si trova in corrispondenza dell'entrata. A quell'epoca risale anche l'intera ala orientale del castello e il primo piano addossato alle mura (occupato dalle sale di Adone, di Latona e dei Giganti) che derivò probabilmente da una trasformazione di alcuni locali di servizio posti dietro al cammino di ronda.
L'intervento più consistente, invece, fu l'edificazione completa dell'ala nord, il cosiddetto "Palazzo Novo" che costituì l'appartamento residenziale. Al primo piano le varie stanze erano collocate attorno a una galleria che si affacciava sul lato occidentale su una loggia che venne successivamente trasformata nella "Galleria di Esopo" e nelle sale di "Momo" e "delle Favole", al centro del palazzo vi era l'Aula Magna che corrisponde all'attuale cortile d'onore intorno alla quale venne edificato un portico a sei colonne a tutto sesto che avevano lo scopo di fare da separazione e disimpegno fra gli ambienti ad uso comune e quelli residenziali dei conti.
Al termine dei lavori di Troilo I apparve ben delimitata la zona residenziale, quella a sinistra dell'attuale ingresso da quella ad uso comune corrispondente ad un grande spazio racchiuso dalle mura.

### Gli ampliamenti di Pier Maria III
Attaccata e occupata da Bernardo e Filippo Maria de' Rossi alla morte di Troilo I avvenuta il 3 giugno 1521 e liberata da Giovanni dalle Bande Nere in seguito alla vittoriosa battaglia di San Secondo, finì con il trasformarsi di mano in mano da fortezza difensiva a palazzo sontuoso, dal momento che i Rossi strinsero felici matrimoni con importanti nobili famiglie, dai Riario agli Sforza, dai Medici ai Gonzaga. Fra i vari matrimoni ancora oggi è ricordato quello fra Pier Maria III de' Rossi e Camilla Gonzaga, celebrato il 13 febbraio 1523 e rievocato ogni anno con il Palio delle Contrade di San Secondo.
Risalgono a quest'epoca gli ampliamenti voluti Pier Maria III de' Rossi: già nel 1528 mentre si curava una ferita ad una gamba sofferta in battaglia, il marchese iniziò a commissionare alcuni lavori di ampliamento fra i quali spiccava un torrione e un muro della rocca, lavori che proseguirono nel 1530 sino al 1534, documentati da contratti sottoscritti da Pier Maria stesso.
Pur non essendo disponibile il dettaglio dei lavori, nei documenti venivano nominati per la prima volta l'oratorio di Santa Caterina, la Camera d'Oro (sala dell'asino d'oro), ritenuta la camera nuziale di Pier Maria III, la sala dell'archivio del marchese (sala dei Cesari), le stalle, ma, soprattutto la gran sala lunga 20,5, larga 11,2 e alta 14 m (sala delle gesta rossiane) che venne costruita appoggiandosi a nord alle mura esterne del castello, come ancor oggi si può apprezzare dalla diversa colorazione dei laterizi che compongono la parte bassa e la parte alta della parete nord della rocca.
A fianco della grande sala venne costruito lo scalone d'onore, in marmo di Verona, e venne modificata pure la torre nord-est del castello per adattarla alle mutate esigenze difensive.
Gli ampliamenti del castello non passarono tuttavia inosservati né ai Farnese, né a papa Paolo III che in seguito alla caduta in disgrazia di Giovan Girolamo de' Rossi, vescovo di Pavia, e agli scandali di Giulio Cesare de' Rossi, richiese più volte che il castello di San Secondo venisse abbattuto così come era stato fatto per quello di Basilicanova, feudo di Giulio Cesare. Nel 1539 gli ispettori cercavano ancora di capire se gli ampliamenti eseguiti da Pier Maria III fossero congrui o eccessivi e, forse proprio per tale motivo, si spiega la carenza di fonti riguardante il dettaglio delle modifiche, tenute volutamente celate allo scopo di evitare vendette e ritorsioni.

### Il palazzo signorile di Troilo II
Durante il XVI secolo, spenta ogni velleità bellica rossiana con la sottomissione ai Farnese, i marchesi si dedicarono a decorare la loro dimora il cui aspetto si deve soprattutto a Troilo II de' Rossi, che commissionò la decorazione di tutte le sale di rappresentanza.
Dal punto di vista architettonico, Troilo II costruì l'ala orientale che insisteva intorno al mastio, un tempo isolato e collegato dal camminamento sopra le mura, venne inglobato in un blocco di sale che costituivano gli appartamenti femminili e che venne in seguito demolito, fece anche costruire il loggiato est che si affacciava sulla corte grande e fece edificare la zona delle prigioni. Verso il 1570 venne costruito il nuovo oratorio di Santa Caterina, benedetto dal fratello di Troilo: Ippolito de' Rossi, vescovo di Pavia e futuro cardinale. L'oratorio sostituiva il precedente luogo di culto, sempre dedicato a Santa Caterina, collocato alla fine del loggiato ancora esistente come testimoniato dalla presenza nell'Ottocento di una torre campanaria, poi abbattuta, posta a fianco del loggiato stesso.
A Troilo II comunque va ascritta la maggior parte delle committenze pittoriche e degli affreschi che impreziosirono la zona di rappresentanza e la residenza signorile oltre che la costruzione dei numerosi camini presente tuttora nella rocca.
Dopo la confisca farnesiana del 1633, gli interessi dei Rossi si spostarono verso la Lombardia e, anche se il feudo venne restituito a Scipione I de' Rossi nel 1653, la rocca finì con il perdere la sua centralità nei possedimenti rossiani, ormai peraltro estremamente ridotti, divenendo una lussuosa residenza di campagna lontana però dagli interessi della famiglia, ormai gravitanti prevalentemente oltre il Po e con residenza ufficiale posta nel palazzo di Farfengo, nel cremonese.
Tuttavia nel XVIII secolo, sotto il marchesato di Federico II de' Rossi, vi furono ulteriori lavori di ampliamento, sulla sinistra dell'antico ingresso venne infatti costruito, appoggiandosi sulle mura perimetrali, il teatro di corte con annessa anticamera, mentre, sempre verso la metà del XVIII secolo, venne iniziata la costruzione dell'appartamento dei guasti, chiamato così perché mai terminato e che inglobando una sala del mastio correva lungo la facciata orientale del castello sino al teatro, i lavori vennero quindi interrotti con l'occupazione francese.
Con la morte di Scipione II, avvenuta nel 1802 a Venezia, si estinse la discendenza in linea diretta da Troilo I e la rocca, dopo una prima confisca, venne restituita a Giovan Girolamo de' Rossi, cugino di Scipione II, con una sentenza del magistrato di Parma nel 1803. Giovan Girolamo, che risiedeva stabilmente a Padova, non aveva anch'egli alcun figlio e nel testamento del 1813 lasciò la rocca di San Secondo insieme agli altri suoi beni in eredità al conte Ferdinando Vaini di Padova, nominando usufruttuario il fratello Guido, ciambellano di corte di Maria Luigia.
Alla morte di Giovan Girolamo, ultimo marchese, avvenuta nel 1817, la camera ducale confermò il Vaini come legittimo erede, ma alla morte dell'usufruttuario Guido, avvenuta nel 1825, il governo del ducato pretese la restituzione del feudo e quindi anche della rocca.
Dopo una lunga battaglia giudiziaria nel 1832 il Vaini riuscì a far accettare una proposta di transazione che liberava dal sequestro la rocca di San Secondo a fronte del pagamento di una cifra di indennizzo pari a 116800 lire parmensi.
Gli ultimi proprietari, nel 1919, cedettero la rocca per la somma di 27294 lire al Comune di San Secondo Parmense, che vi fissò la residenza municipale. Tale uso restò sino all'8 aprile 2002, quando gli uffici comunali vennero spostati nella adiacente ex scuola media e il castello fu reso disponibile alle visite. Negli anni precedenti era stata riqualificata la piazza antistante, con l'eliminazione di una porzione della strada di circonvallazione e il dissotterramento della prima arcata dell'antico ponte d'accesso (già ponte levatoio). Negli anni tra il 2003 e il 2005 si dette opera ai restauri delle ex scuderie ottocentesche e della sala delle cannoniere, mettendo in evidenza il muro primitivo.
A seguito di lesioni causate dai terremoti del gennaio 2012, la rocca dei Rossi è rimasta chiusa per restauri per circa tre anni. Riaperto parzialmente alla fine dell'agosto 2013, solo dalla fine di marzo 2015, con la riapertura della superba Sala delle Gesta Rossiane, il castello è di fatto tornato quasi completamente visitabile, per quanto rimangano ancora chiuse le tre sale dell'ala ovest (Sala della Giustizia, Sala del Lupo e Sala della Cena).
Nel corso dell'Ottocento la struttura ha subito importanti menomazioni, fra cui le inspiegabili demolizioni ottocentesche di vari locali di servizio, dell'oratorio di Santa Caterina, con le tombe della famiglia Rossi della cui sorte non si hanno notizie, del teatro di corte, del loggiato verso il borgo, delle stanze della servitù, delle scuderie, del fienile, della legnaia e delle prigioni.
Sono fortunatamente sopravvissute le aree più antiche e di maggior pregio artistico, costituite dai locali di rappresentanza della residenza signorile: le ali nord e nord-ovest, risalenti al XVI secolo. In esse era concentrata la quasi totalità delle decorazioni o, almeno, quanto ne rimaneva nel 1870, dal momento che secondo il prevosto Giuseppe Maria Cavalli, autore di un saggio sulla storia di San Secondo, vi era una sola sala affrescata in più rispetto a quelle giunte sino a noi, nella quale erano rappresentante delle scimmie. Della parte rimasta della rocca è andata invece perduta la sala di Venere e Vulcano, attigua alla sala di Circe e Didone, venne demolita per la costruzione della scala di accesso sud al piano nobile e per la realizzazione di un locale di servizio, in tale sala era presente un camino gemello a quello della sala di Circe e Didone, tale camino venne venduto e attualmente si trova nel palazzo Stroganov a Roma. Separati dal corpo centrale, sono inoltre rimasti il mastio e l'antico ingresso attraverso il ponte levatoio. Anche se non facente parte in modo concreto della rocca, ma ad essa tuttavia intimamente e idealmente associato, rimane sull'estremo confine meridionale del parco che circondava la Rocca, l'oratorio della Beata Vergine del Serraglio, fatto costruire da Scipione I de' Rossi al di fuori del recinto del parco; da quest'ultimo infatti si accedeva direttamente all'oratorio grazie ad un passaggio nel muro perimetrale.

## Descrizione

### La rocca ottocentesca

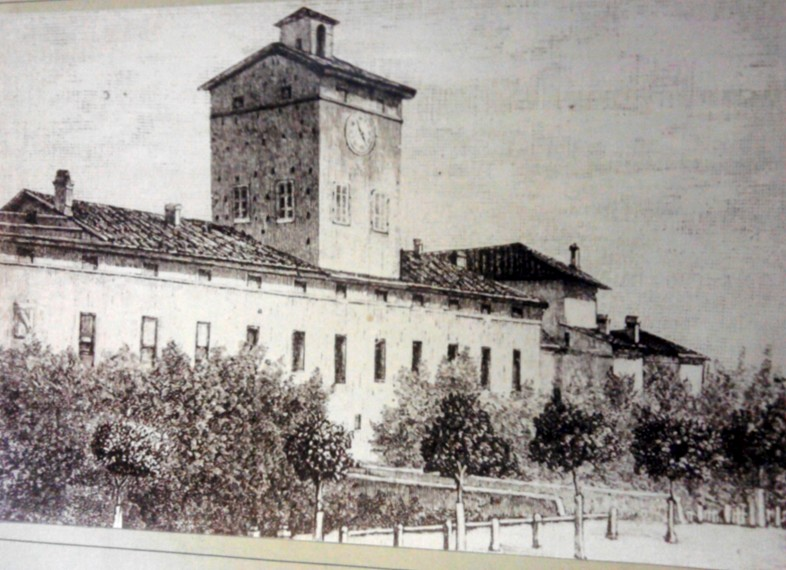
La Rocca dei Rossi prima delle demolizioni ottocentesche

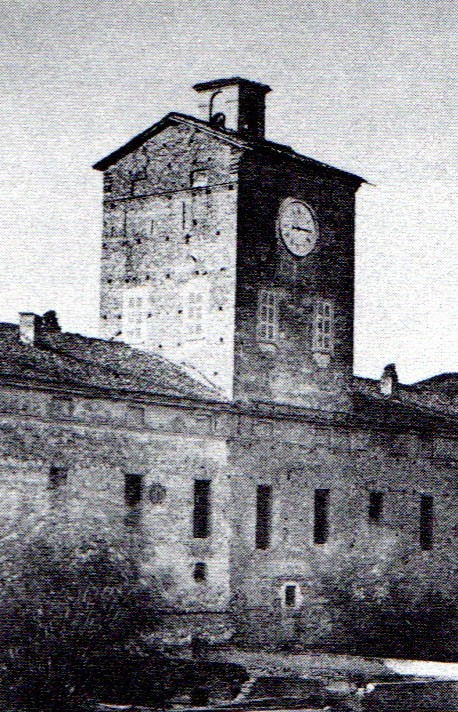
Il mastio della Rocca circondato dal blocco di sale ora demolite

Dalle carte rintracciate dall'archivio dei Rossi si sono recuperate delle piantine che consentono di ricostruire abbastanza fedelmente la struttura originaria della rocca. Dalla piazza antistante, grazie al ponte levatoio costruito su tre arcate in muratura, si accedeva all'ingresso che consisteva in un lungo corridoio che sfociava nella Corte Grande; prima del termine del corridoio si accedeva sulla destra all'oratorio di Santa Caterina di Alessandria. Nell'oratorio vi era un unico altare mentre sui lati sud ed est erano ricavati alcune tribune che consentivano ai Rossi di seguire le funzioni religiose, l'altare era sormontato da un quadro dipinto ad olio. Nella cripta dell'oratorio vi erano le sepolture dei marchesi, delle rispettive consorti e dei familiari. Sulla sinistra, invece, al primo piano vi erano il teatro di corte, il palco e l'anticamera del teatro che insisteva sull'ingresso. Il teatro consisteva in un camerone plafonato dotato di palco, logge, posti a sedere e vari scenari ed era affiancato da un'anticamera e insisteva sull'antica limonaia. A fianco del mastio, semi-interrate, vi erano le prigioni, la cui demolizione iniziò nel 1883. Dall'altro lato del mastio vi era un cortile interno con pozzo, che è ancora oggi visibile presso il nuovo ingresso ricavato fra il mastio e il resto della struttura rimasta.
Sulla Corte Grande insistevano un loggiato est, che correva lungo il blocco di sale che circondavano il mastio e che ospitava le residenze femminili, il cosiddetto appartamento dei guasti e un loggiato nord, ancora esistente.
Il porticato sud era relativo ai locali di servizio (stalle e fienili), mentre a ovest vi erano le abitazioni della servitù che si ricongiungevano con l'ala del loggiato dell'attuale struttura. Il piano nobile interessava invece tutto il lato prospiciente la piazza e il loggiato nord.
Dietro alle stalle e ai fienili, nella cosiddetta corte bassa che si trovava nello spigolo sud-ovest dell'attuale parco, vi erano le rimesse e le cantine, di cui una sotterranea.
Sotto la rocca vi era un tunnel segreto che portava fuori dal paese, usato per fughe e sortite. La galleria, a cui si accedeva dal sotterraneo posto sotto il mastio, fu murata quando vennero demolite le attigue prigioni nel 1883. Scavi eseguiti all'imbocco della galleria intorno al 1920 hanno permesso di portare alla luce armi, monete, tazze, piatti decorati e ossa di soldati e cavalli. Completava la struttura un parco di sessanta biolche che, come già detto, arrivava sino all'oratorio della Beata Vergine del Serraglio
Nei lavori di demolizione si procedette anche ad interrare il fossato, lavoro ultimato nel 1917.

### La rocca attuale
La configurazione attuale del castello, descritta in precedenza, può vantare un ragguardevole apparato decorativo per un totale di oltre 3000 m2; i locali affrescati, tutti incentrati al piano nobile, il cui accesso è garantito grazie all'imponente scalone cinquecentesco posto al termine del cortiletto d'onore, costituiscono quello che resta oggi della zona residenziale (la maschile) e della zona di rappresentanza giunte sino ad oggi praticamente integre. Alla sua decorazione lavorarono artisti allievi di Raffaello e Giulio Romano, Cesare Baglioni, Orazio Samacchini, Francesco Zanguidi detto il "Bertoja", Ercole Procaccini, Vincenzo Tamagni e Giovanni Antonio Paganino.

### I temi decorativi
L'impianto decorativo può essere suddiviso temporalmente in cinque differenti committenze, il cui scopo era quello di produrre una sorta di archivio illustrato che descrivesse in modo più o meno allegorico le vicende storiche e familiari del tempo:
- Primo periodo (1525-1535). La committenza più antica, voluta da Pier Maria III tra la fine degli anni venti e i primi anni trenta, è rappresentata nelle sale dell'Asino d'Oro e dei Cesari, che rispecchia il periodo della speranza di raggiungere nuovi trionfi, pur nella consapevolezza del prezzo da pagare.[11]
- Secondo periodo (1538-1549). La seconda fase, che va dalla fine degli anni trenta e sino alla morte di papa Paolo III, corrisponde al periodo in cui Pier Maria III, indebolito dagli scandali in cui era coinvolto il fratello Giovan Girolamo de' Rossi e a fronte dell'ascesa dei Farnese, si vide costretto a cercare fortune oltralpe. Tipico del periodo è il ricorso ad allegorie, fiabe e aforismi, che segnano il profondo contrasto tra il potere locale della famiglia Rossi e quello inarrivabile dei Farnese, quasi a marcare quanto improba e senza scampo sarebbe stata la lotta con i nuovi duchi di Parma. A questa fase risalgono la sala delle Favole, la galleria di Esopo e la sala di Momo.[11]
- Terzo periodo (1550-1555). La committenza voluta da Troilo II risale all'inizio degli anni cinquanta, contemporaneamente allo svolgimento della guerra di Parma; la terza fase è caratterizzata dalla presa di coscienza della sconfitta, che può essere simboleggiata dall'assassinio di Giulio Cesare de' Rossi avvenuto nel 1554 nell'Abbazia di Chiaravalle Colomba per mano dei sicari di Ottavio Farnese. Le raffigurazioni pittoriche hanno come soggetto simboli di sventura e rimpianti, come Circe, o simboli di sconfitti, come Didone.[11]
- Quarto periodo (1556-1568). La committenza voluta da Troilo II corrisponde al periodo in cui il marchese fu costretto a cedere alle pressioni dei Farnese e del re di Spagna Filippo II, facendo atto di sottomissione ad Ottavio. La quarta fase è caratterizzata dalla riverenza e dalla riappacificazione con i nuovi duchi per salvare il salvabile, determinata dalla presa di coscienza che osare troppo potrebbe significare perdere tutto. Tutto ciò costituisce il tema conduttore delle tre sale di rappresentanza di Latone, Adone e dei Giganti, epopee di eroi che hanno osato per forza o sfortuna oltre ai loro limiti e che sono stati puniti.[11]
- Quinto periodo (intorno al 1570). La quinta fase corrisponde alla committenza voluta da Troilo II, che nonostante gli atti di sottomissione volle rimarcare che la sconfitta era stata onorevole e non era stata causata da codardia o incapacità ma dettata da cause di forza maggiore. Sono testimonianza di questa volontà gli affreschi della grande Sala delle Gesta Rossiane, dove campeggiano tutte le imprese degli avi.[11]

### Le sale minori del piano nobile

#### Sala di Bellerofonte

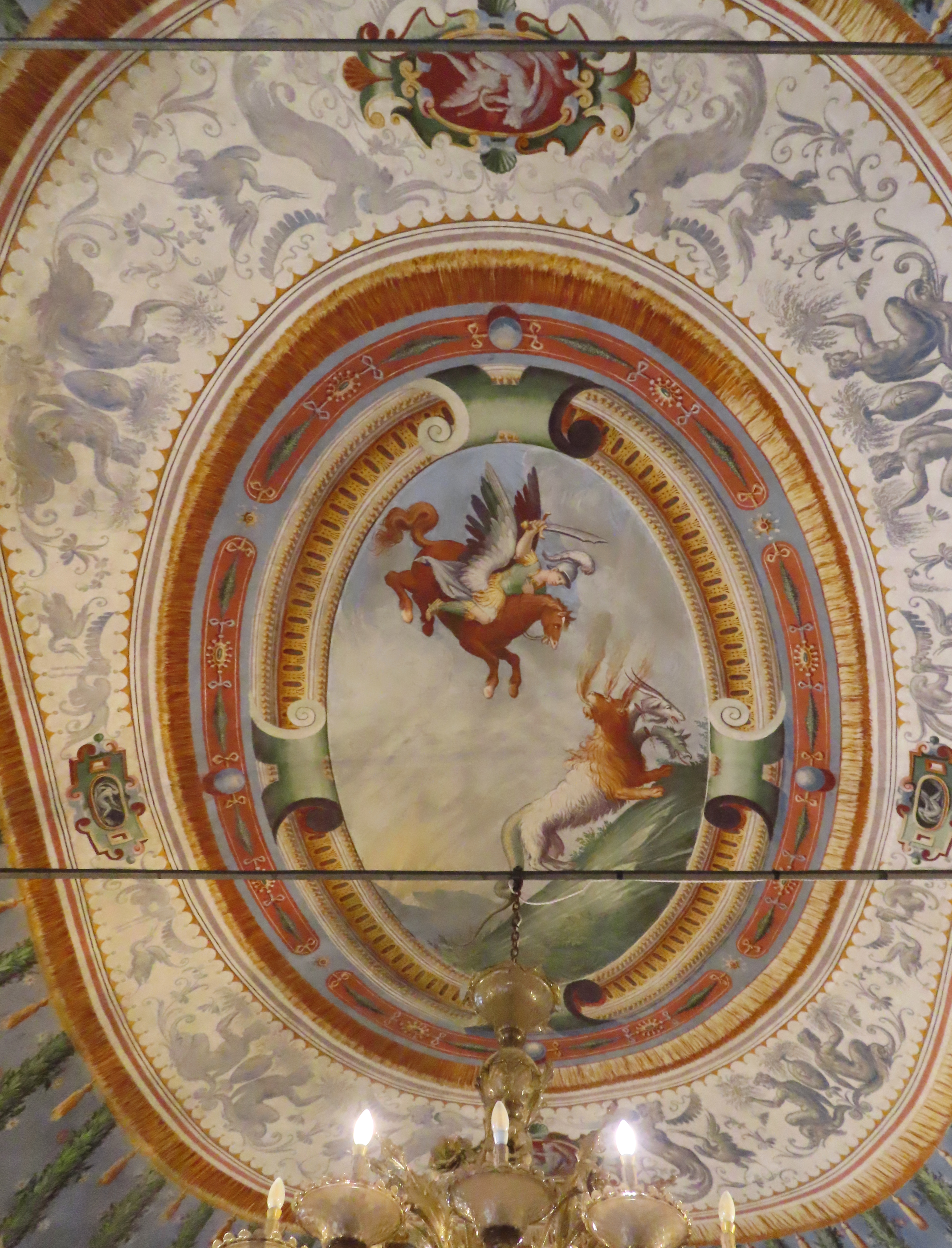
Volta della sala di Bellerofonte

Il suo accesso si trova di fronte all'ingresso posto al termine dello scalone; vi è affrescato Bellerofonte che uccide la mostruosa chimera dal corpo di drago e dalla testa di leone, rappresentazione allegorica della lotta eterna fra il bene e il male; gli affreschi interessano la volta, con grottesche ai lati che rappresentano il passare delle stagioni attraverso i fiori primaverili e i frutti estivi. La decorazione è databile intorno al 1550. L'utilizzo della sala era quello di stanza di ricevimento per gli ospiti.

#### Galleria di Esopo

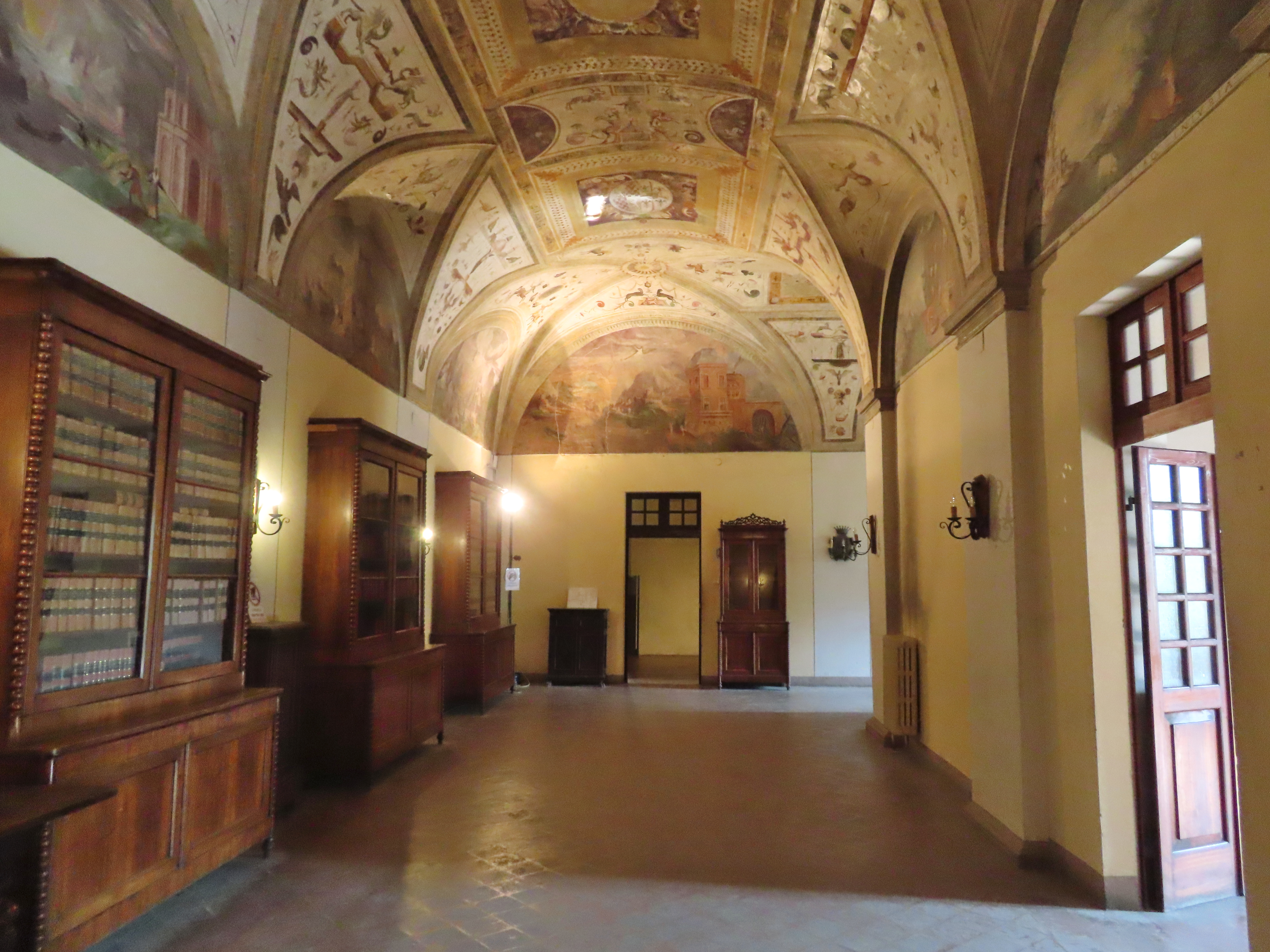
Galleria di Esopo

È collocata sulla destra dell'ingresso posto al termine dello scalone; in pratica è un ampio corridoio a forma di L da quale si accede ad altre sale; vi sono rappresentate alcune fra le più famose favole di Esopo, come la favola della volpe e il cinghiale e quella degli asini che ragliano a Giove, della volpe e della maschera. Le allegorie della sala si riferiscono alle lotte con il papato durante l'ultima fase del marchesato di Pier Maria III de' Rossi, concomitante alla caduta in disgrazia di Giovan Girolamo de' Rossi e alla conseguente richiesta del papa Paolo III di abbattere la Rocca. La sagoma grottesca del pontefice è ben riconoscibile; nelle grottesche spiccano lo stemma composto dei Rossi e dei Gonzaga e la rosa di Casa Riario in onore della madre di Pier Maria III, Bianca. La sala-corridoio è databile fra il 1545 e il 1549 e fungeva da corridoio di comunicazione fra i vari locali.

#### Sala delle Favole

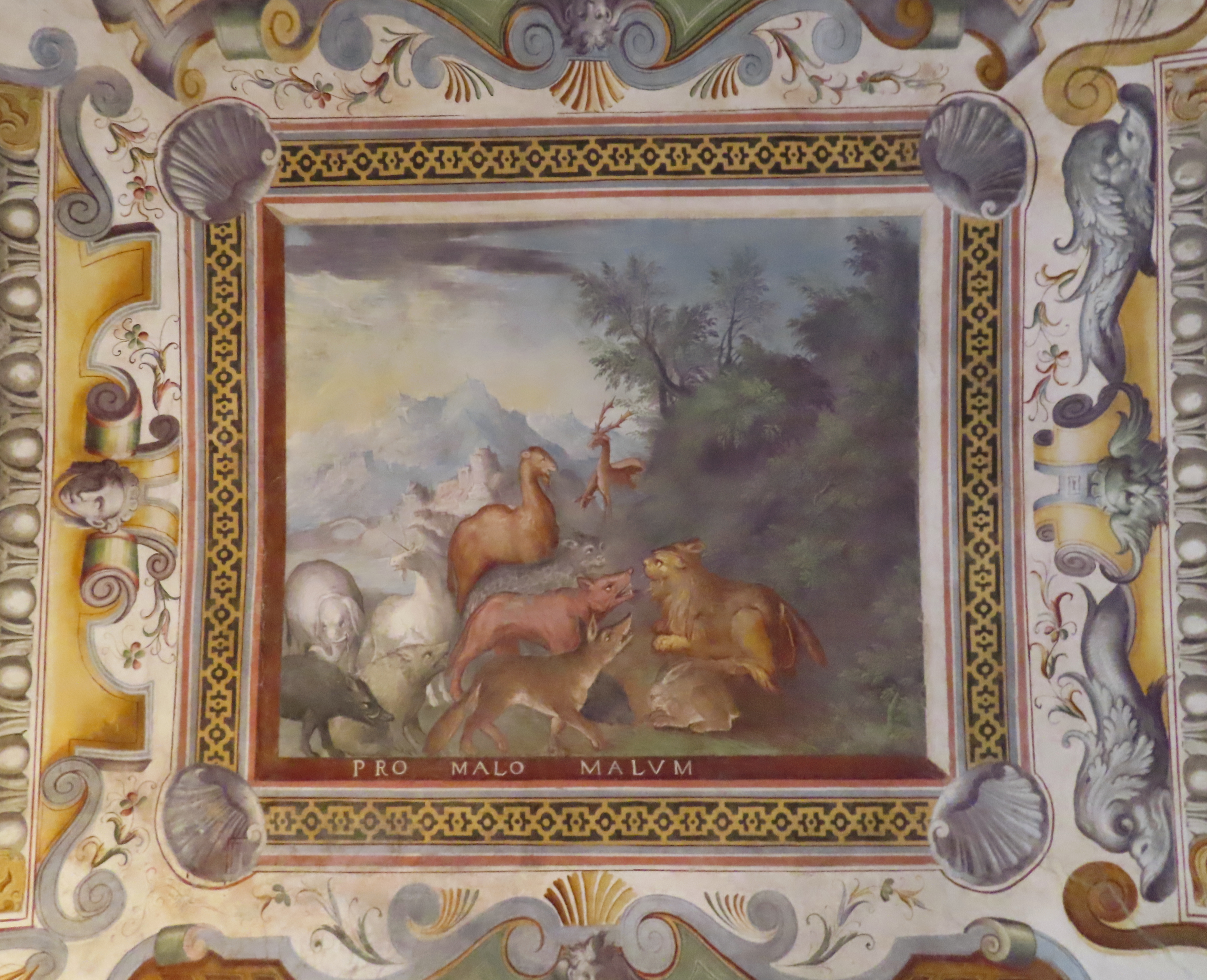
Particolare degli affreschi della sala delle Favole

Vi si accede dalla Galleria di Esopo, della quale la sala stessa è contemporanea, ed è la prima sulla destra che si trova; vi sono rappresentate alcune favole (il lupo e la gru, la volpe il cane e il gallo, il leone morente deriso dagli altri animali). La sua funzione era quella di stanza residenziale.

#### Sala di Momo

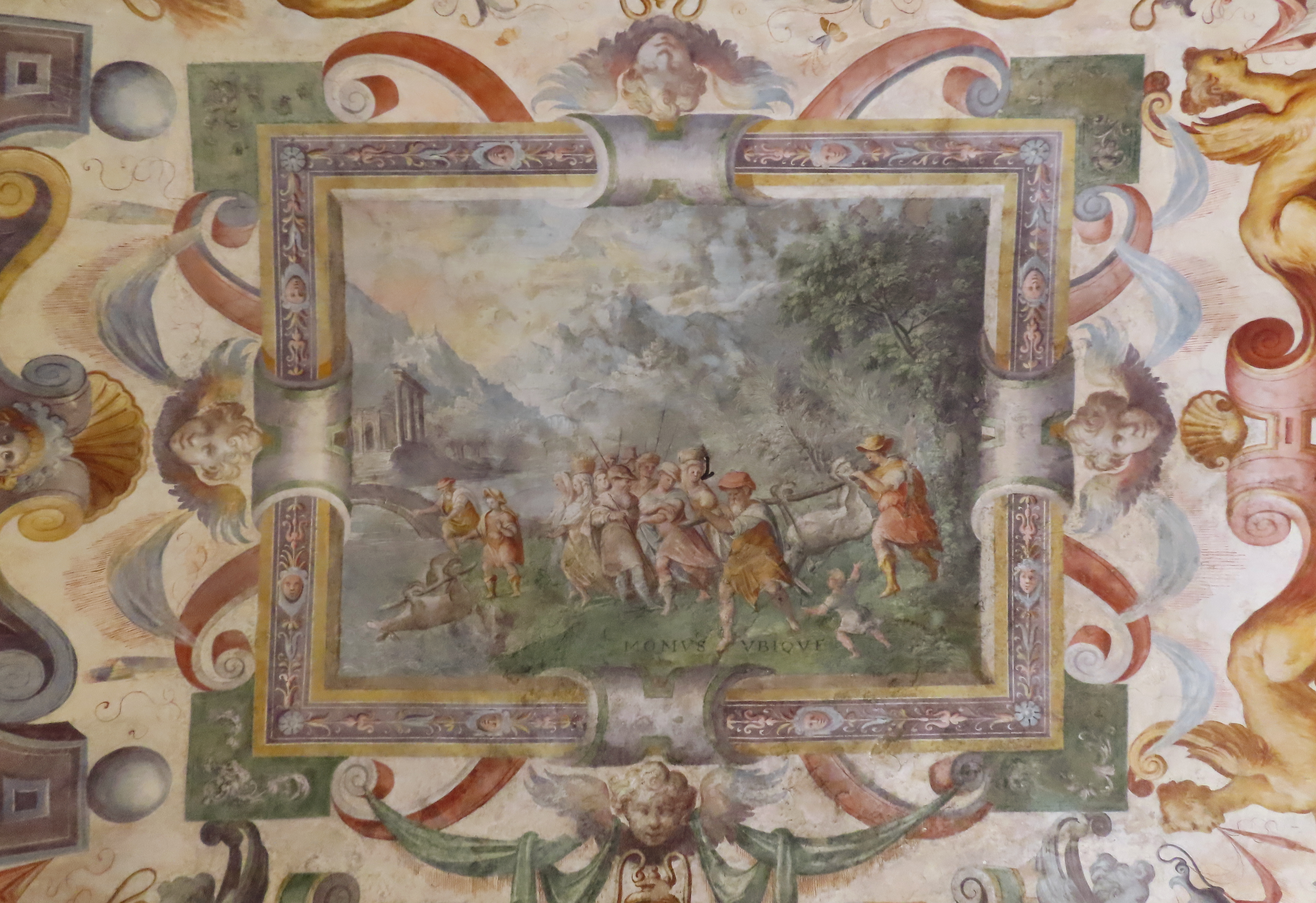
Particolare degli affreschi della sala di Momo

È collocata a fianco della Sala delle favole; nell'affresco viene raccontata una storiella di un padre che si reca al mercato con il figlio e un asino, anch'essa databile fra il 1545 e il 1549. La sua funzione originaria era quella di salottino.

#### Sala dell'Asino d'Oro

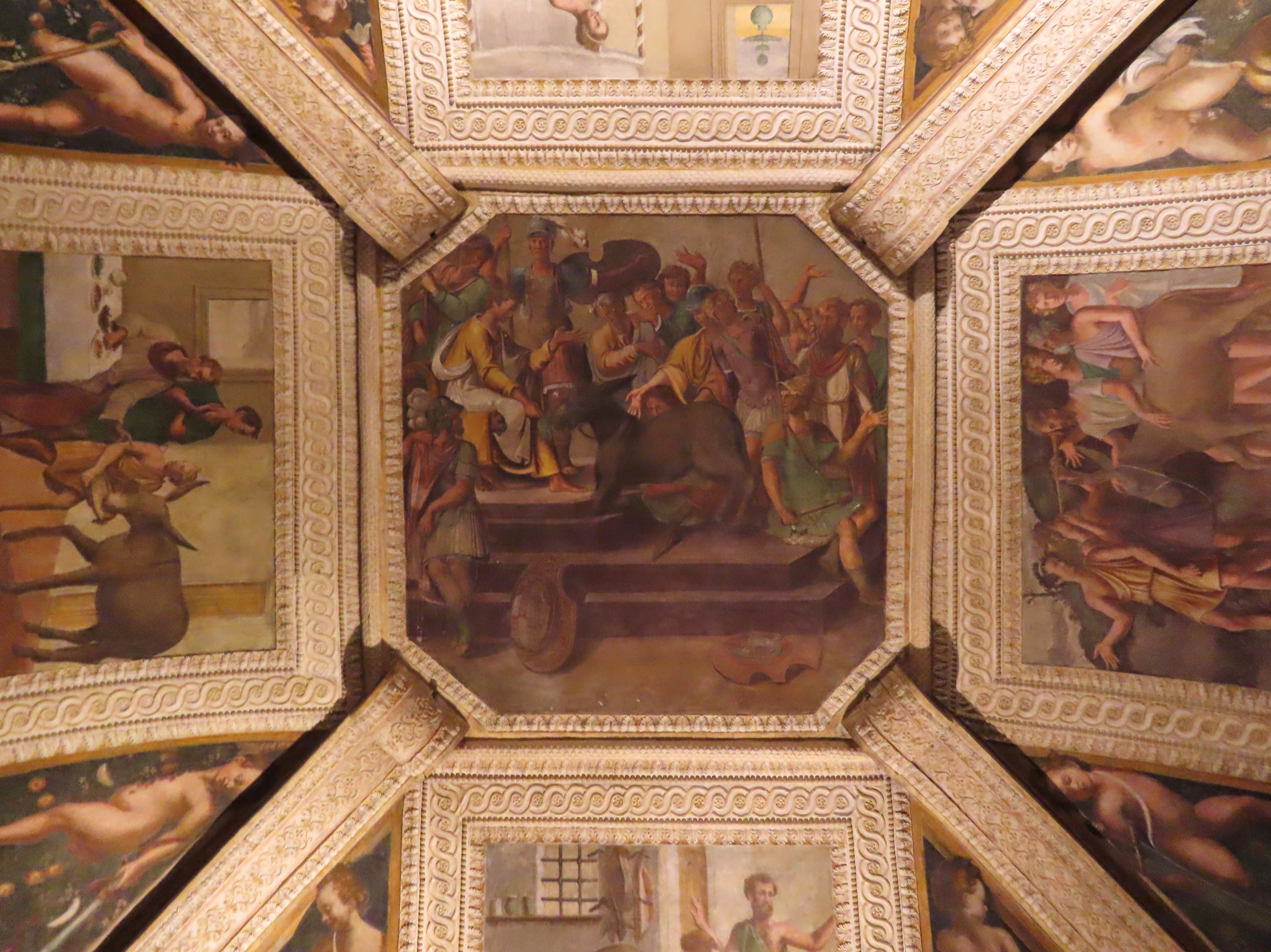
Particolare degli affreschi della sala dell'Asino d'Oro

È collocata di fronte al corridoio da una parte e affacciata sul portico con loggiato dall'altra; vi è rappresentato in 17 quadri il celeberrimo racconto di Apuleio, tuttavia trascurando la più comunemente rappresentata storia di Amore e Psiche, in quanto gli autori si concentrarono sulla sola storia di Lucio. Nel primo riquadro è rappresentata Panfile, moglie di Milone, presso la cui casa si trova Lucio, che si trasforma in uccello, nel secondo Lucio che sbagliando pomata si trasforma erroneamente in asino, caricato di merce rubata (terzo quadro) e bastonato (quarto quadro), e viene portato nel covo di alcuni banditi dove incontra una fanciulla rapita (quinto quadro). Il sesto e il settimo quadro rappresentano i tentativi di fuga in solitaria prima e con la fanciulla poi. Finalmente il fidanzato della fanciulla libera entrambi (ottavo quadro) e affida l'asino-Lucio ad un asinaio presso in quale subisce percosse e violenze (nono e decimo quadro). Nell'undicesimo quadro Lucio è al servizio della dea Sira dalla quale fugge (nel dodicesimo quadro), nel tredicesimo viene sorpreso mentre si sfama di nascosto nella dispensa dei nuovi padroni, che, invece di punirlo, lo portano a tavola offrendogli delle coppe di vino (quattordicesimo riquadro). Dopo essere stato al servizio di una matrona nel quindicesimo quadro, ormai famoso si esibisce addirittura in anfiteatro (sedicesimo quadro). Dopo che in sogno gli appare la dea Iside che lo invita a seguire un corteo sino al tempio, troverà finalmente il sospirato antidoto nelle rose, mangiando le quali ritornerà un uomo (diciassettesimo quadro). La decorazione della sala è databile intorno al 1525-1532 e l'attribuzione presunta della decorazione a Vincenzo Tamagni, ipotizzata ad inizio anni ottanta, è stata recentemente confermata da nuovi studi attraverso i quali si è potuto appurare con discreta certezza che la decorazione della sala dell'Asino d'Oro sia una delle ultime opere eseguite dal pittore di San Geminiano prima della sua morte. La funzione originaria della sala era di camera nuziale di Pier Maria III de Rossi.

#### Sala dei Cesari

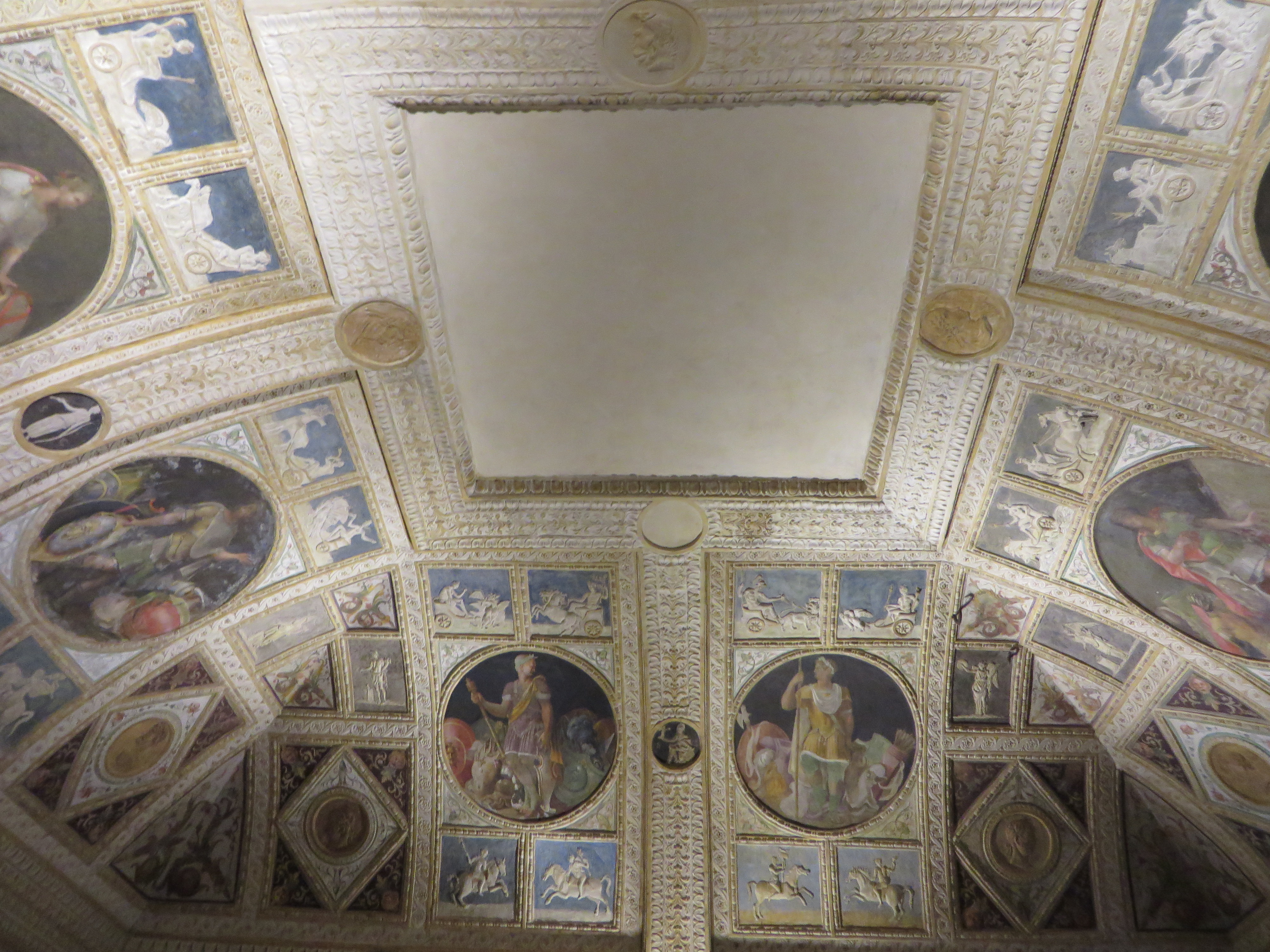
Volta della sala dei Cesari

È posta a fianco e in diretta comunicazione con la Sala dell'Asino d'oro, anch'essa affacciata sul loggiato; vi sono rappresentate le effigi di 8 imperatori, impreziosite da pregevoli stucchi raffigurazioni minori di matrone, dame e cavalieri. Databile intorno al 1530, era lo studiolo di Pier Maria III de Rossi.

#### Sala della Giustizia

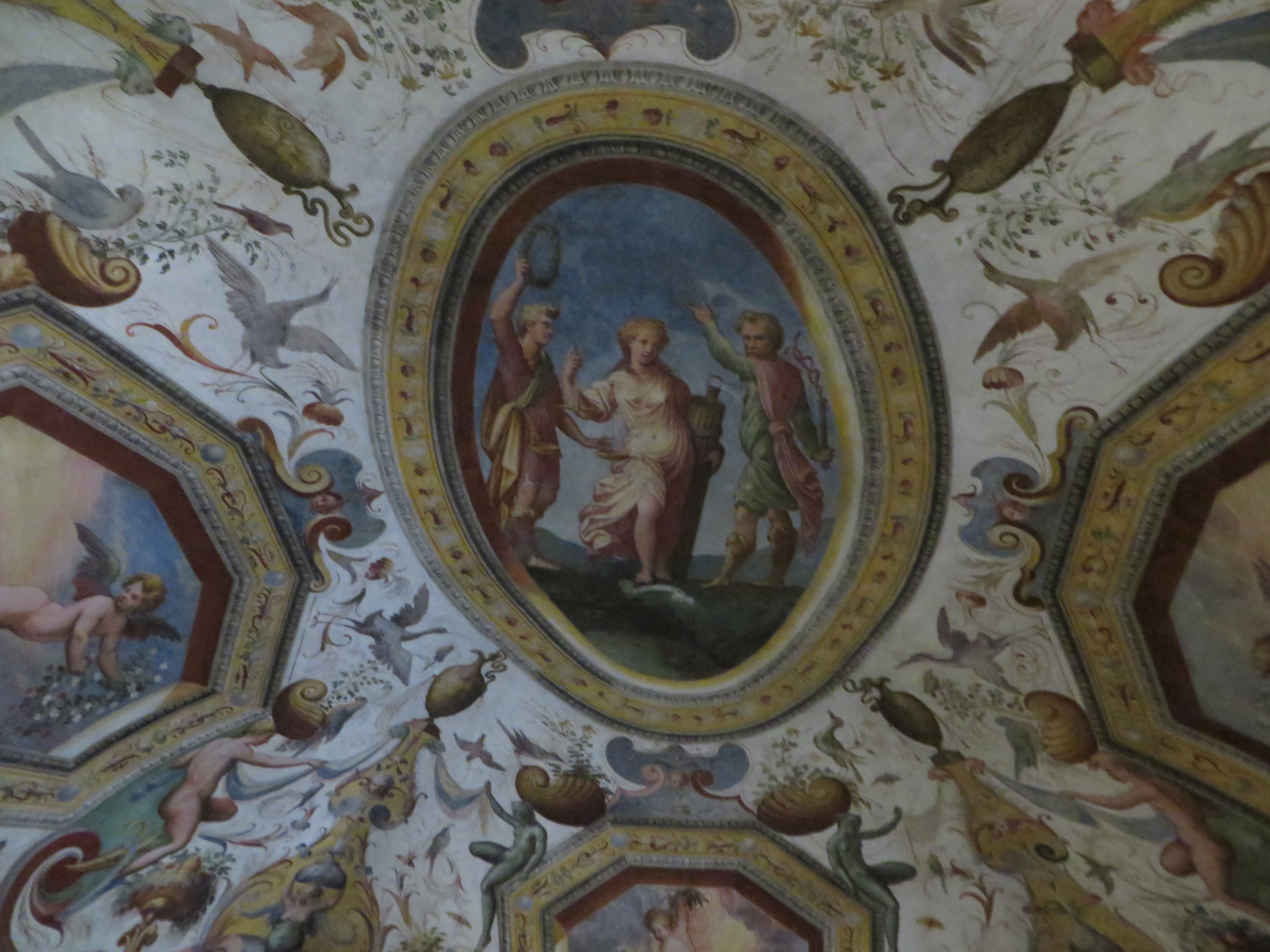
Particolare degli affreschi della sala della Giustizia

È direttamente collegata alla Sala dei Cesari e affacciata anch'essa sul loggiato; negli affreschi è rappresentata la Giustizia che reca in mano i consueti simboli: la bilancia nella mano destra e la legge nella mano sinistra; ai lati della figura sono rappresentati il Premio con la corona e dall'altro lato il Castigo che tiene in mano il frustino; il passare del tempo viene sottolineato attraverso la decorazione delle quattro stagioni; infine dentro a cornici ottagonali sono dipinti dei putti. Risale al 1550 circa. L'utilizzo della sala era quello di stanza residenziale.

#### Sala del Lupo

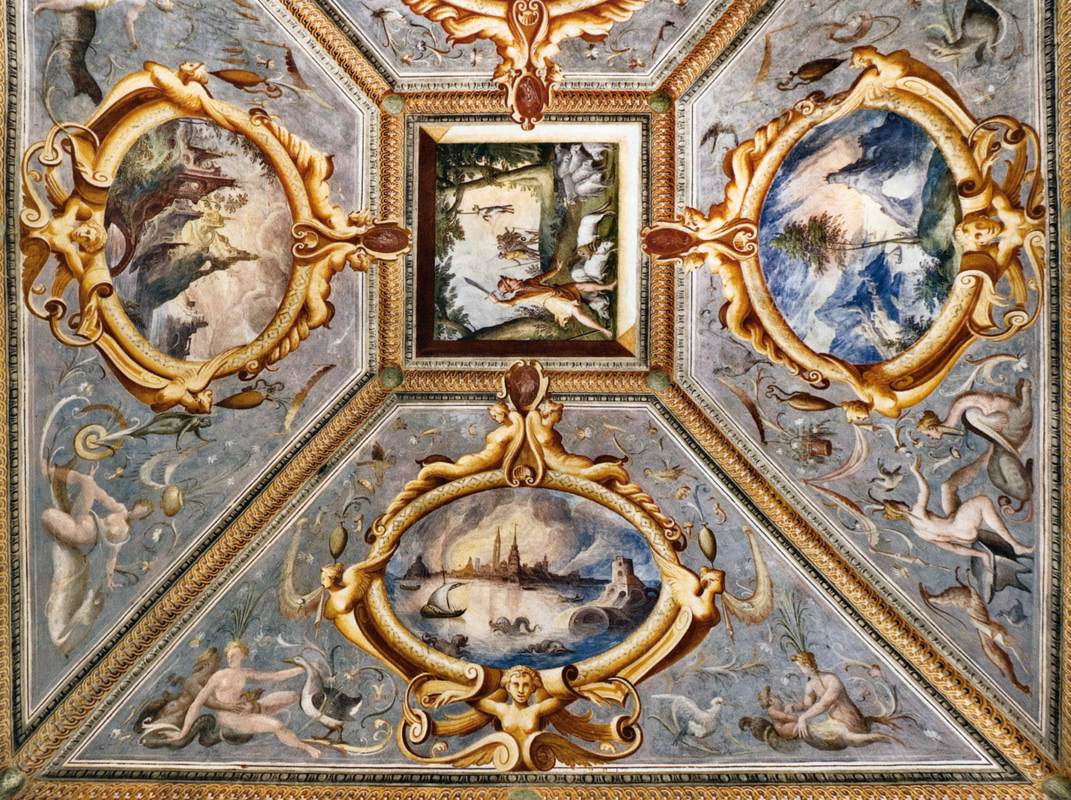
Particolare degli affreschi della sala del Lupo

È collegata alla Sala della Giustizia e affacciata anch'essa sul loggiato; vi è rappresentata la storia di un lupo che viene ucciso da un pastore dopo che si era travestito da pecora per sbranare il gregge. La sala era originariamente adibita a salottino.

#### Sala della Cena

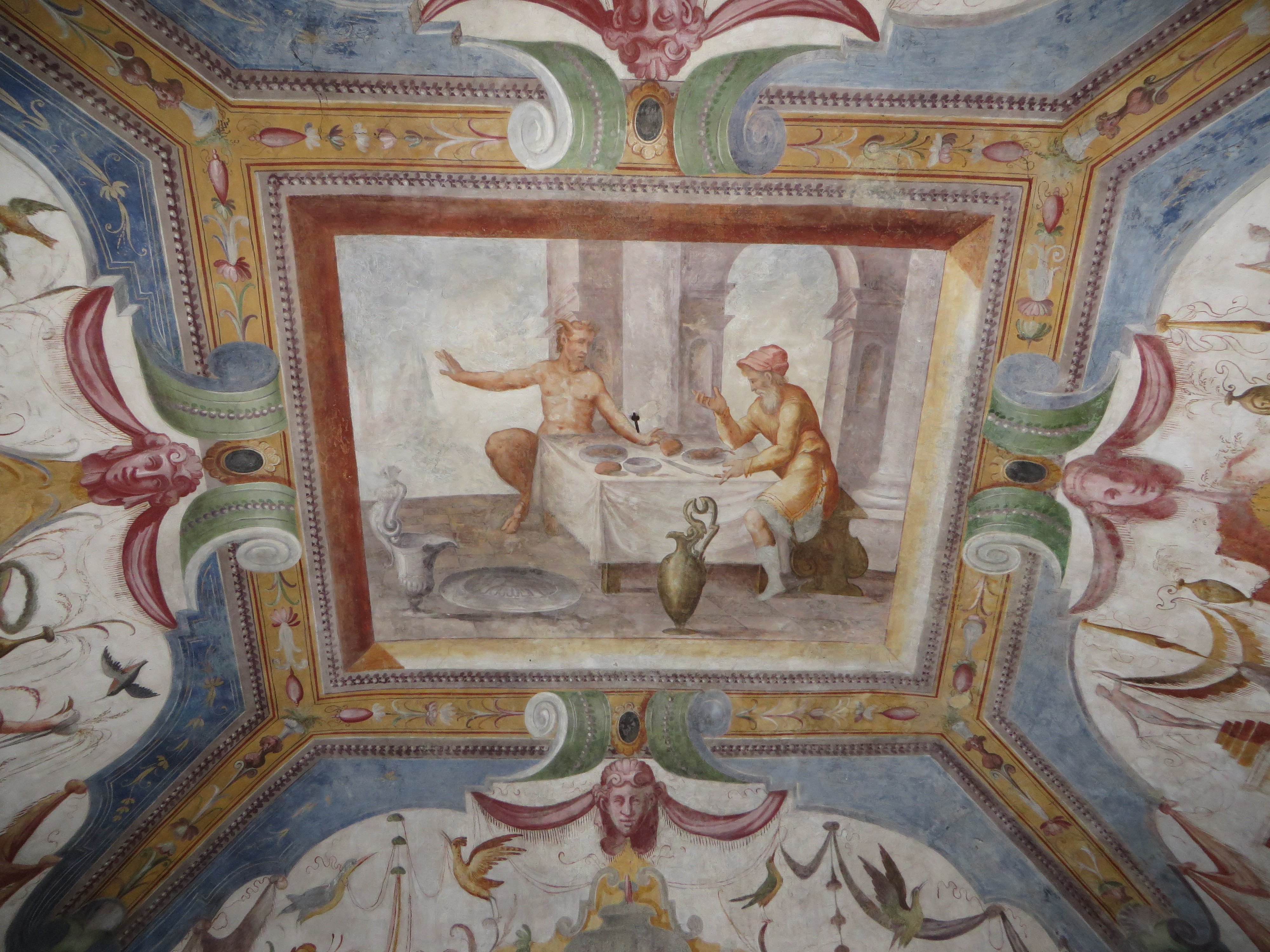
Particolare degli affreschi della sala della Cena

Costituisce l'ultima sala aperta sul loggiato; vi è rappresentato un uomo che, a cena con un satiro, lo disorienta soffiando prima sulle sue mani per scaldarle e poi sul cibo per raffreddarlo. Gli affreschi risalgono al 1550 circa.

#### Sala degli Atleti

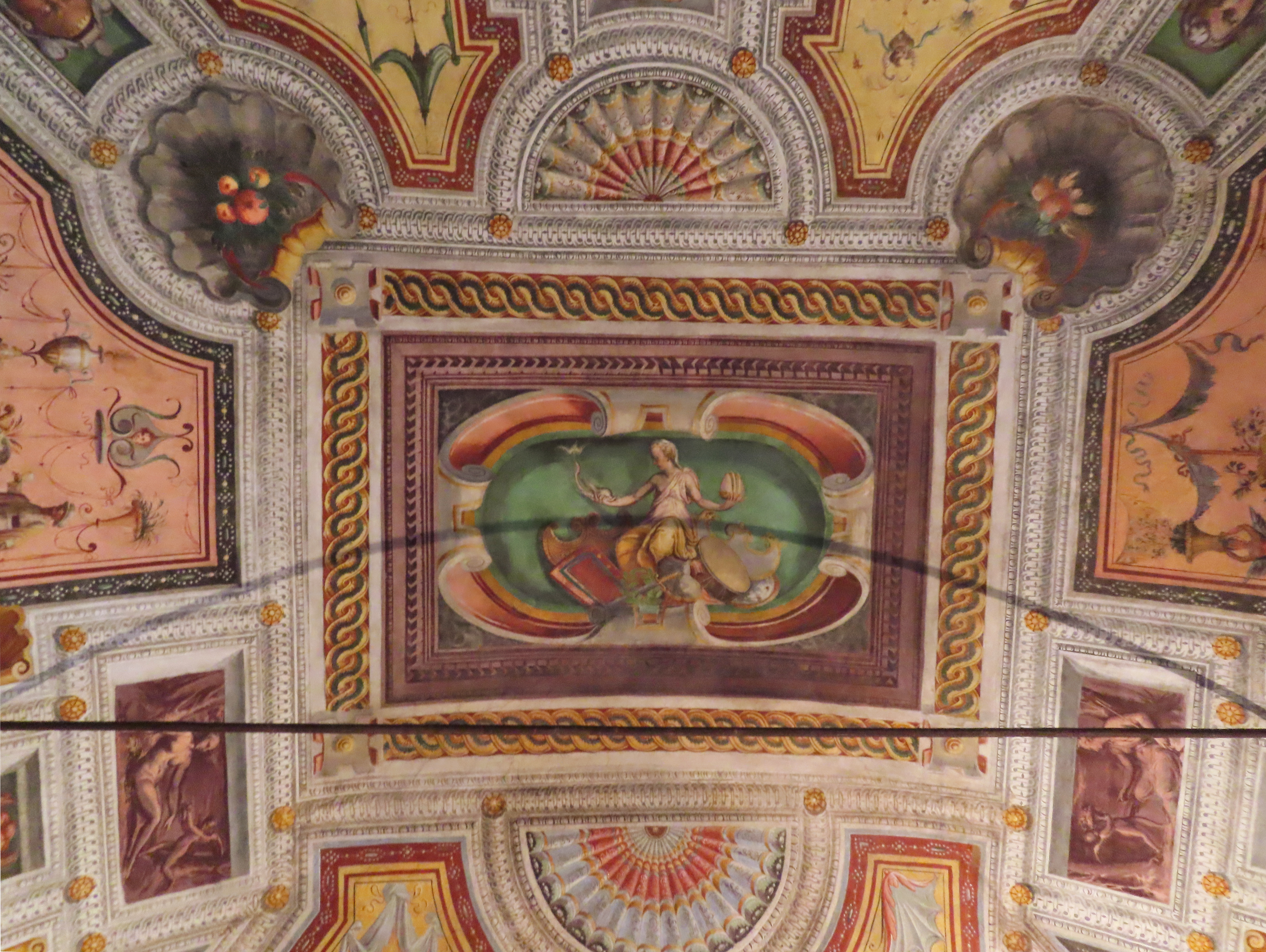
Particolare degli affreschi della sala degli Atleti

Vi si accede dalla Sala dell'Asino d'oro; vi sono rappresentati due atleti che sorreggono la volta al cui centro è raffigurato il potere imperiale. La sala è databile intorno al 1555.

#### Sala di Mercurio

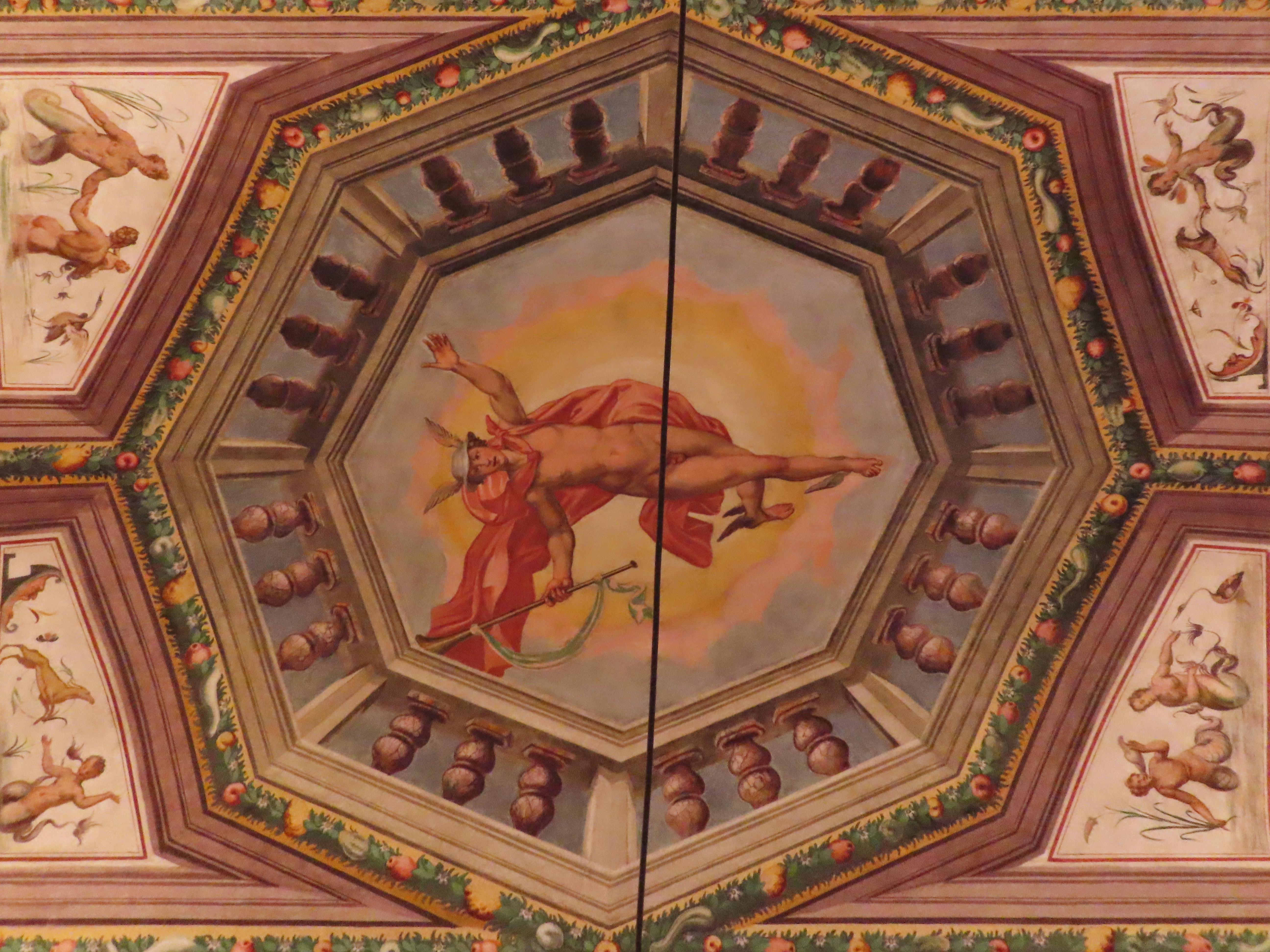
Particolare degli affreschi della sala di Mercurio

Vi si accede dalla Sala degli Atleti; vi è affrescato il dio Mercurio, coi piedi alati e il caduceo in mano; il dio di Scienze e Arti è circondato da otto ancelle che rappresentano: le arti liberali, la Medicina, la Geometria, la Matematica. l'Astrologia, la Musica, la Pittura, la Scrittura e l'Eloquenza. La sala è databile intorno al 1555.

#### Sala di Circe e Didone

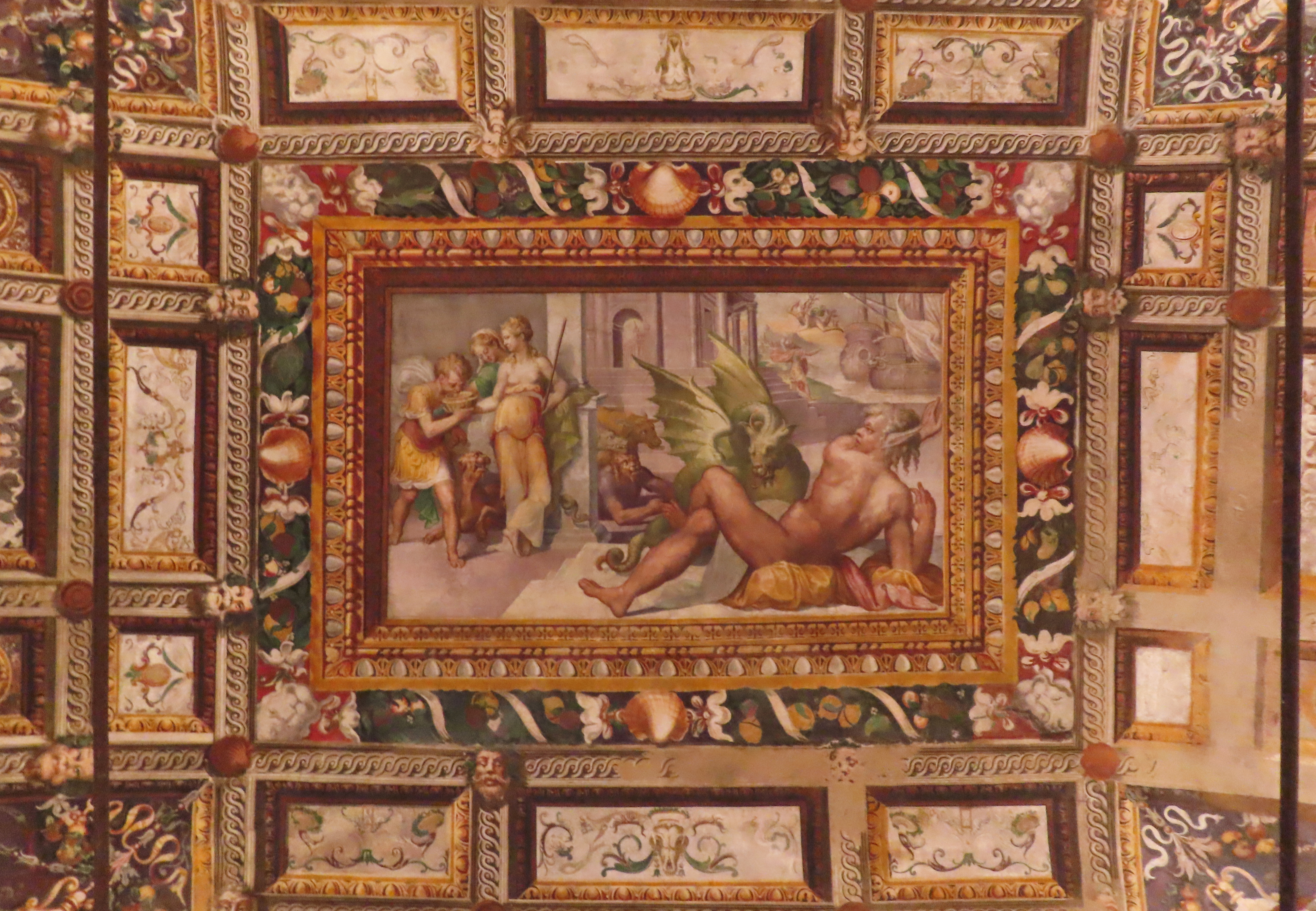
Particolare degli affreschi della sala di Circe e Didone

Vi si accede dal corridoio che corre al primo piano affacciato sul cortiletto d'onore; vi sono rappresentati il mito di Circe e il suicidio di Didone; i due miti rappresentano la ricerca dell'utopia e dell'impossibile: il desiderio di pace e serenità minacciata dall'ascesa inarrestabile dei Farnese. Gli affreschi sono databili intorno al 1550. La sala aveva la funzione di locale di rappresentanza.

#### Sala di Latona

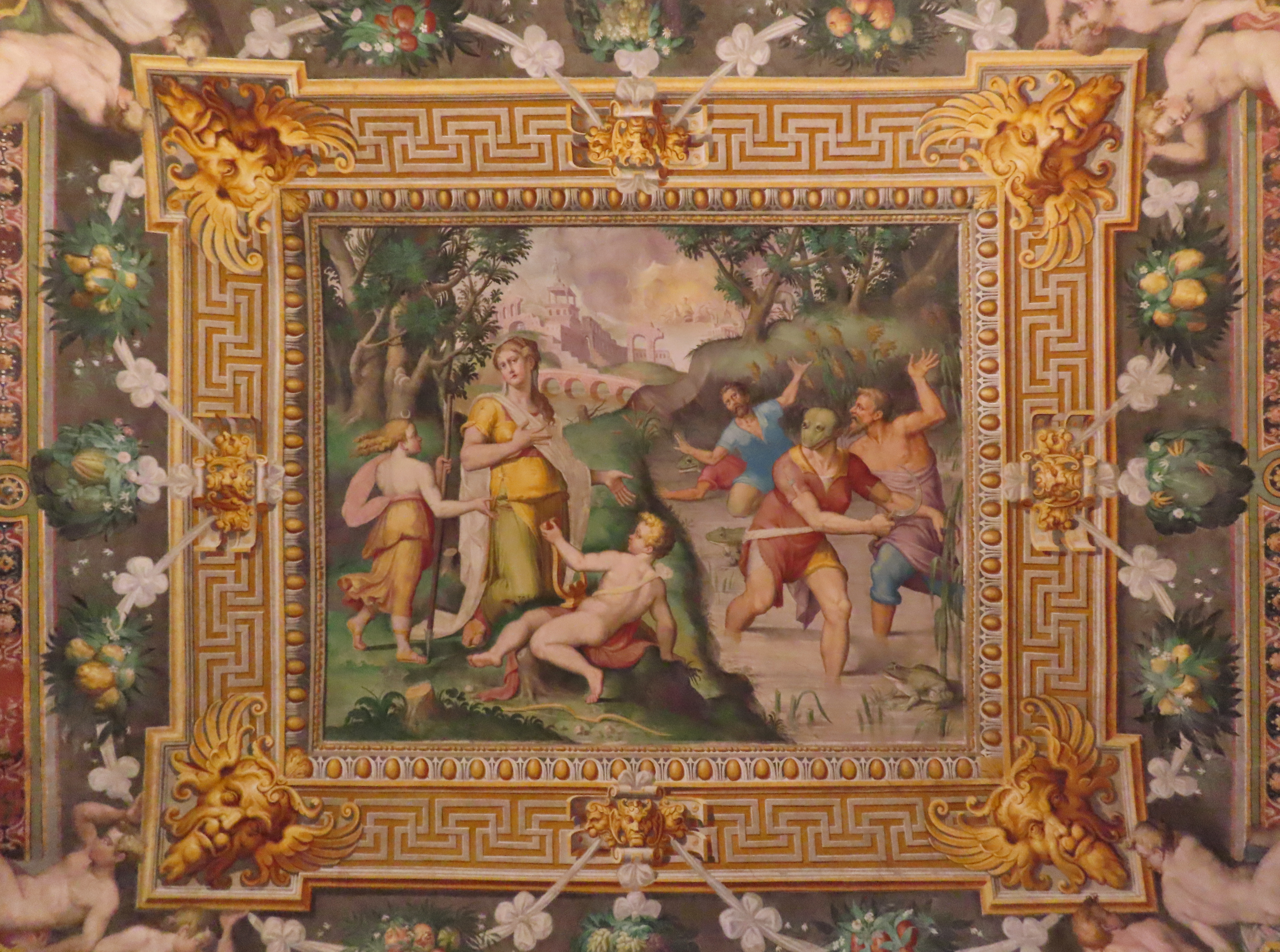
Particolare degli affreschi della sala di Latona

Vi si accede dal corridoio che corre al primo piano affacciato sul cortiletto d'onore; vi è rappresentata la dea che dopo un estenuante fuga da Giunone con i figli Apollo e Diana trasforma in rane i contadini che non le hanno concesso di potersi riposare. La sala è anche chiamata Camera d'oro per alcune rifiniture in oro zecchino. Databile intorno al 1565-1570, era in origine una sala di rappresentanza.

#### Sala di Adone

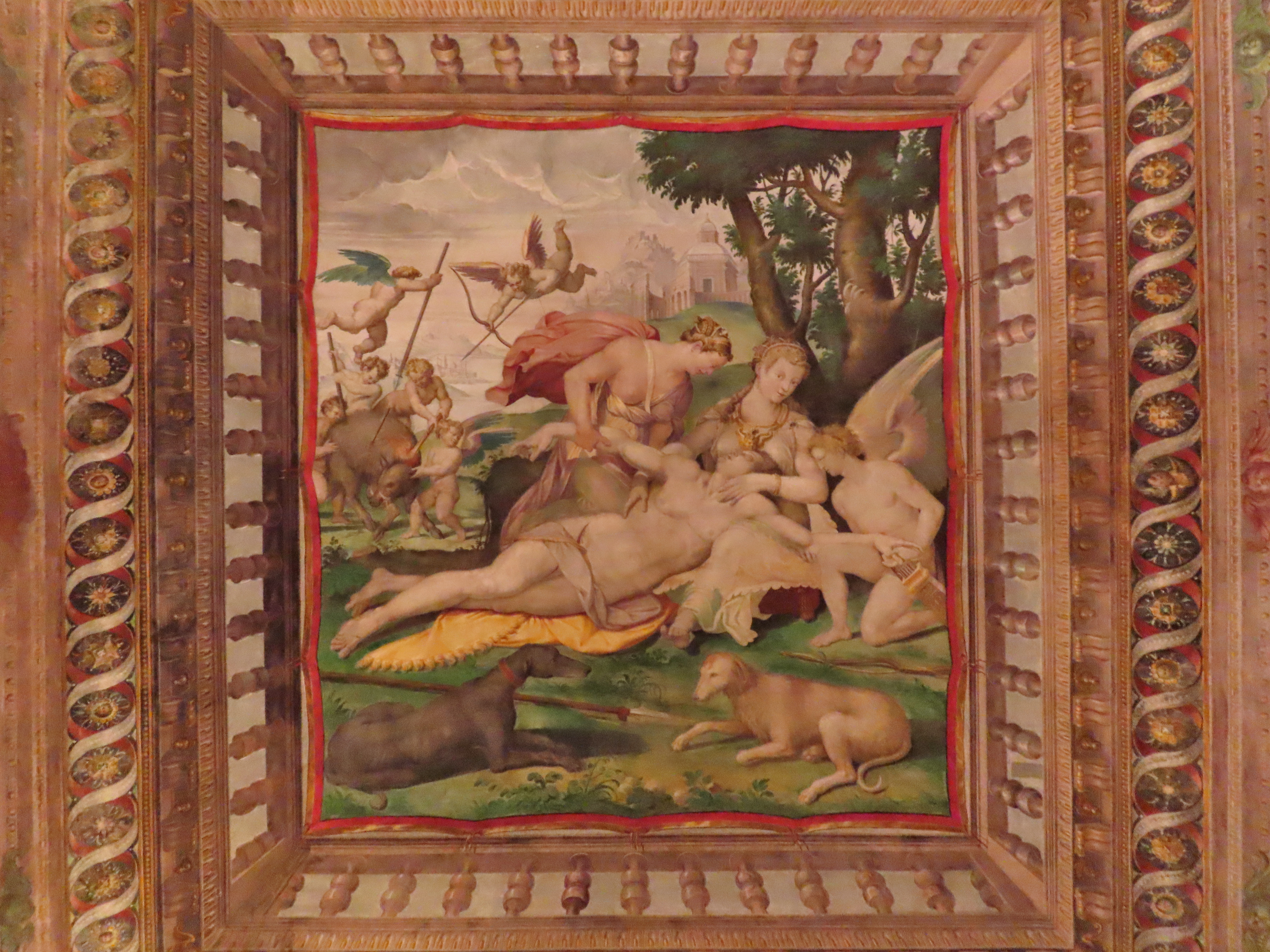
Particolare degli affreschi della sala di Adone

Vi si accede dal corridoio che corre al primo piano affacciato sul cortiletto d'onore; vi è rappresentata la morte di Adone, che ha osato sfidare le ire di Giove amando, ricambiato, Venere. Nei medaglioni sono rappresentati gli antenati illustri della famiglia: Giovan Girolamo de' Rossi vescovo e letterato è rappresentato sopra il camino, con la corona d'alloro e vestito con i panni di "governatore di Roma", carica affidatagli da papa Giulio III nel 1551; è poi la volta di Federico II Gonzaga, cugino di Camilla, madre di Troilo II, alleato e solidale con Pier Maria III nei difficili anni di ostilità del papato; è poi raffigurato il cardinale Raffaele Riario, cugino di Bianca, nonna di Troilo II, i cui favori furono fondamentali per la carriera ecclesiastica di Giovan Girolamo; infine è la volta di Giovanni de' Medici, forse il parente più caro, al quale i Rossi di San Secondo dovevano di fatto la sopravvivenza nei loro feudi, morto a soli 28 anni nel 1526 a seguito delle ferite riportate nello scontro di Governolo. Databile anch'essa intorno al 1565-1570, costituiva un'altra sala di rappresentanza della rocca.

#### Sala dei Giganti

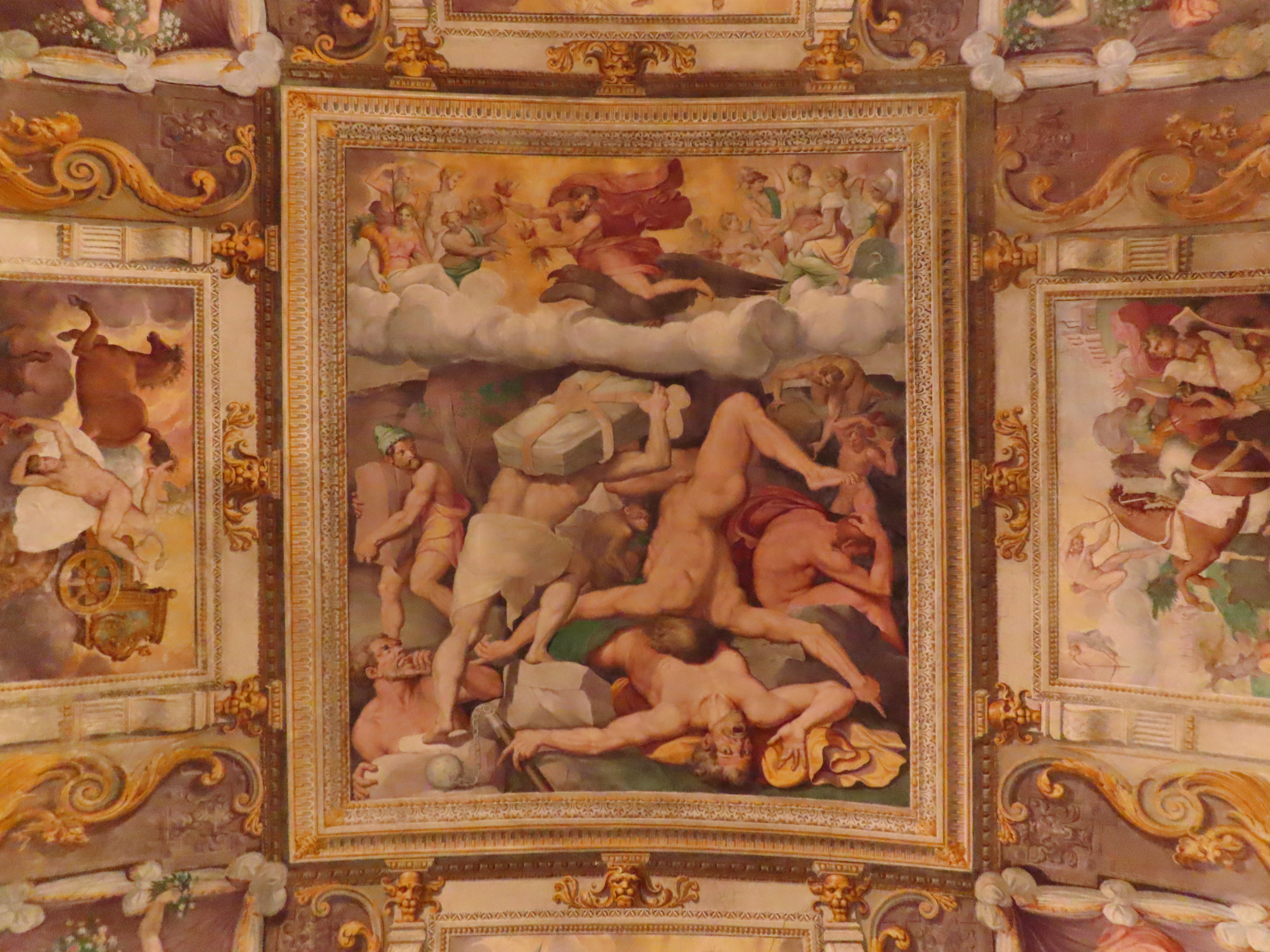
Particolare degli affreschi della sala dei Giganti

La sala si affaccia sul cortile interno; vi è rappresentata la caduta dei Giganti, che dopo aver sfidato Giove vengono precipitati dall'Olimpo. La rappresentazione di una scimmia mette in evidenza quanto sia vano e ridicolo sfidare in modo arrogante i più forti. Nella sala sono rappresentate in sequenza le punizioni di Prometeo, legato alla rupe, di Fetonte, fulminato da Giove e precipitato nell'Eridano per aver voluto guidare il cocchio del padre, di Icaro, che avendo osato volare vicino al sole precipitò nel mare, e infine dei figli e delle figlie di Niobe, uccisi da Apollo e Diana. La sala ha lo scopo di fornire un'evidente spiegazione delle motivazioni per le quali i Rossi si rassegnarono ad assoggettarsi al potere dei Farnese La sala, databile intorno al 1565-1570, era anch'essa utilizzata come sala di rappresentanza.

### La Sala delle Gesta Rossiane

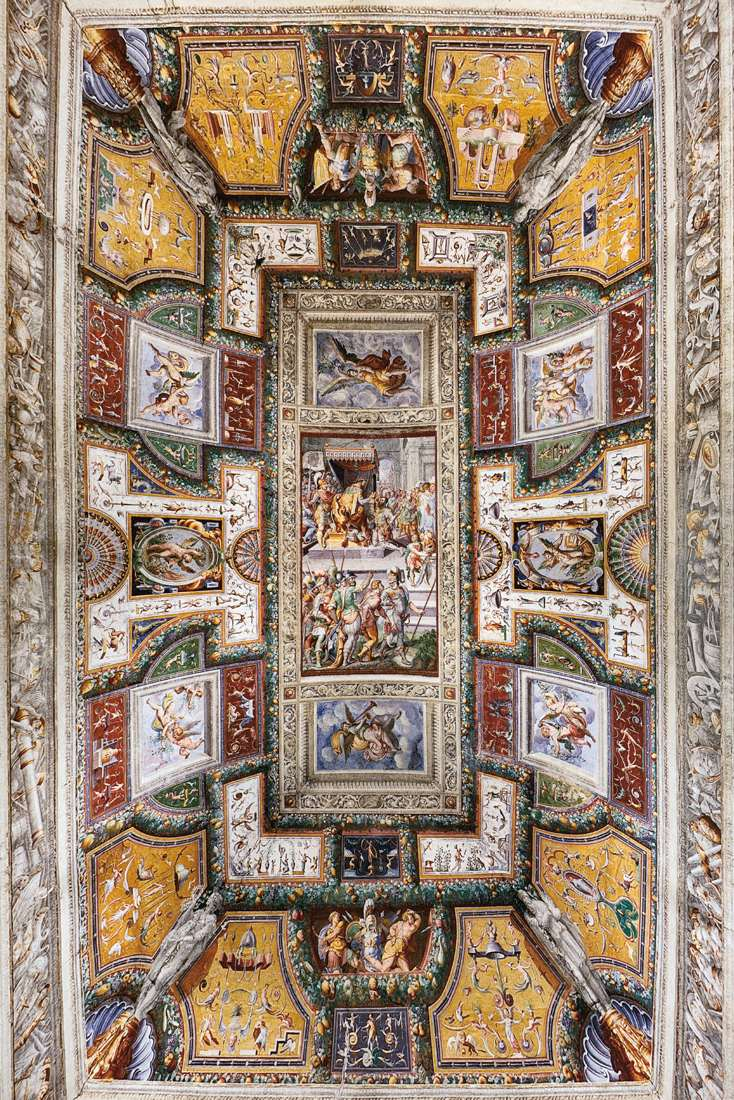
Gli affreschi della volta della Sala delle Gesta Rossiane

Grande salone di rappresentanza (lungo 20 m e largo circa 12 m) voluto da Troilo II intorno al 1570 per raccontare l'epopea della dinastia dei Rossi, è senza dubbio l'ambiente di maggior pregio dell'intera rocca, ricoperto da circa 1200 m2  di affreschi collocati sia sul soffitto che sulle pareti. Nel complesso sono rappresentate 13 imprese della famiglia Rossi che coprono un arco cronologico di circa tre secoli:
- Orlando de' Rossi che accorre in aiuto di Borgo San Donnino (odierna Fidenza), liberandolo dall'assedio delle truppe milanesi e piacentine. L'episodio, decisivo della campagna, avvenne il 19 giugno 1199, quando Orlando sbaragliò gli avversari sulla riva sinistra del fiume Taro. La battaglia venne detta di San Lorenzo e culminò con la strenua difesa del Carroccio parmense chiamato "Crevacuore". L'affresco dà l'idea dell'impeto e dell'ardore con i quali entrambi gli schieramenti si affrontarono quel giorno.
- Orlando e il fratello Bertrando che, in alleanza con Guido Lupo e Gherardo da Correggio, come loro esuli parmensi, combattono e vincono gli imperiali nella battaglia di Borghetto del Taro del 16 giugno 1247. Le truppe imperiali, condotte in battaglia dal podestà di Parma, appesantite secondo la tradizione da un sontuoso banchetto nuziale, vennero sbaragliate e il loro comandante stesso finì ucciso, liberando così Parma da Federico II di Svevia. Il dipinto mostra i vincitori che si presentano sotto le mura di Parma accolti festosamente dagli abitanti.
- I fratelli Giacomo e Ugolino de' Rossi che il 18 febbraio 1248 escono in sortita da Parma assediata e assaltano con successo l'accampamento di Vittoria, posto da Federico II per assediare la città. Nel bottino che fruttò all'audace impresa spiccavano fra i molti oggetti lo scettro e la corona imperiale di Federico II. La città di Vittoria sorgeva a due chilometri da Parma ed era, secondo i piani di Federico II, la città che avrebbe dovuto prendere il posto della ribelle Parma, una volta che fosse stata espugnata. Alla fine invece furono gli imperiali ad essere messi in fuga. Bernardo, padre di Giacomo e Ugolino, venne ucciso l'anno seguente, in uno scontro con gli imperiali avvenuto presso Collecchio il 20 marzo 1249.
- Il trionfo di Ugolino de' Rossi che rientra in Firenze dopo aver sconfitto gli aretini a Campaldino e aver espugnato 42 castelli (1289). Ugolino entrò in città con "pallio di drappo d'oro sopra il capo". Di tale affresco esiste il disegno originale presso Windsor Castle.[8] Alla battaglia di Campaldino partecipò nello schieramento avverso Dante Alighieri.

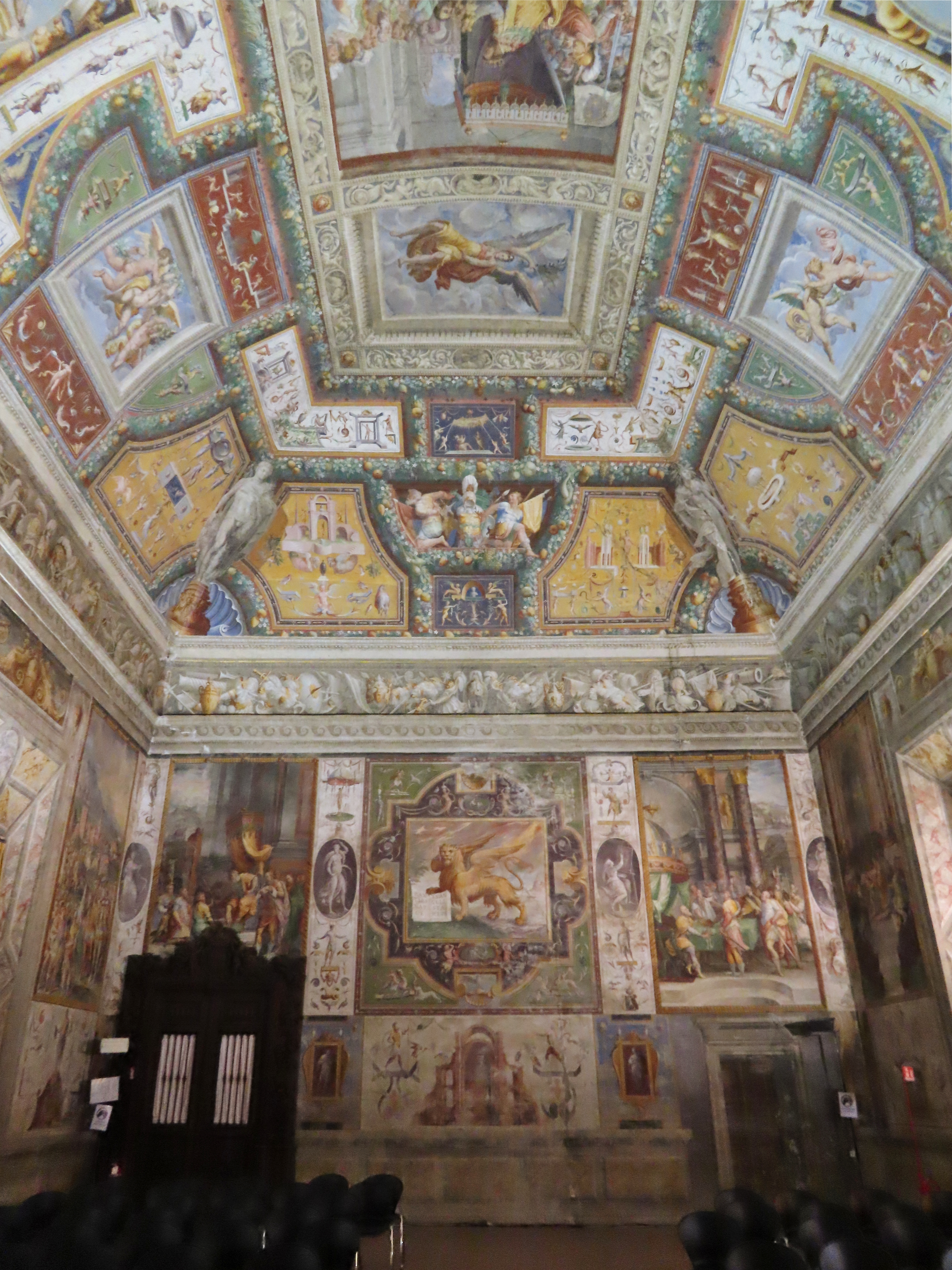
Sala delle Gesta Rossiane

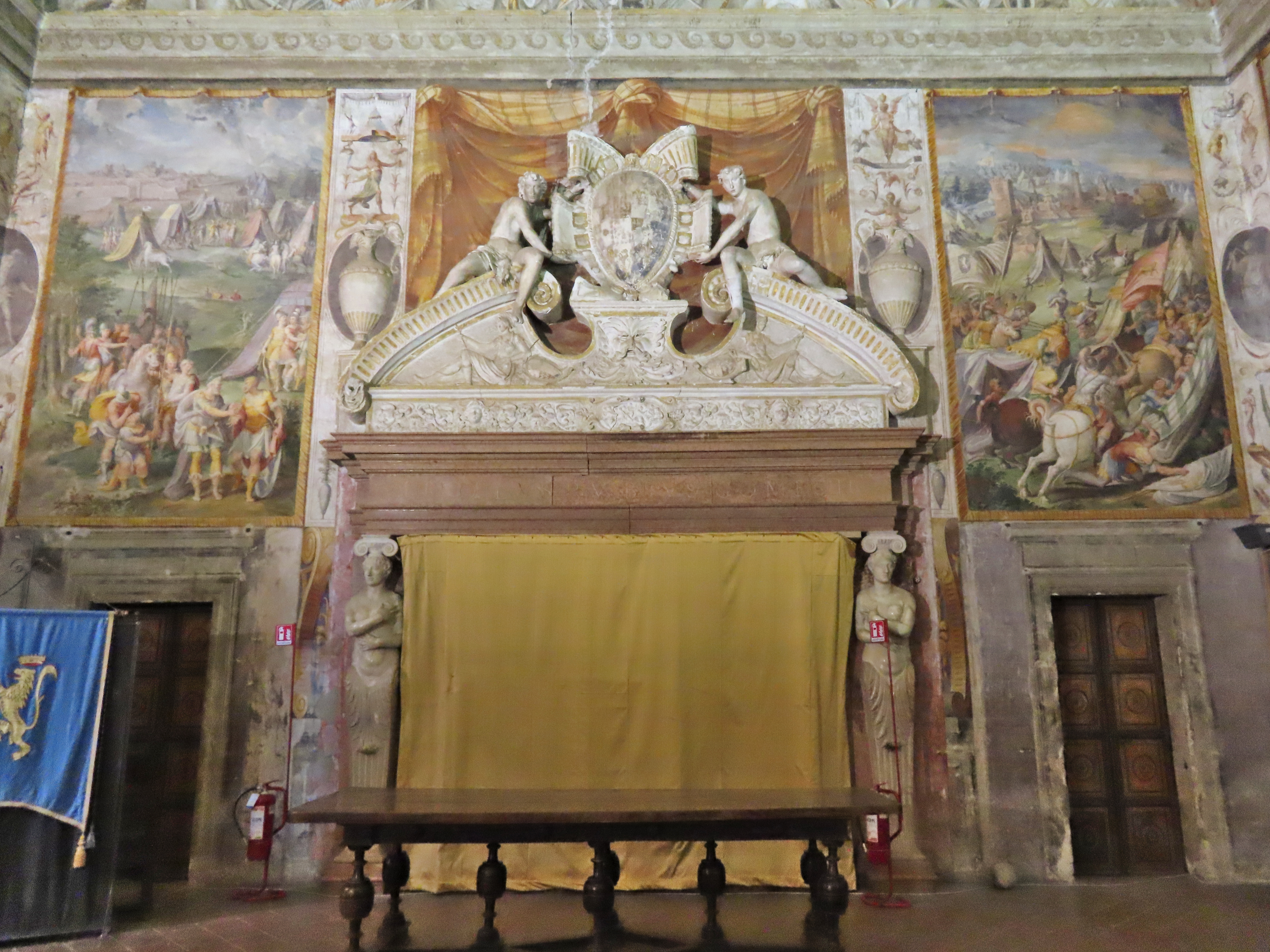
Camino della sala delle Gesta Rossiane

- Rolando de' Rossi, eletto generale dal legato in Lombardia di papa Giovanni XXII, che assedia con un esercito di 3000 cavalli e 10000 fanti Borgo San Donnino difeso da Azzo Visconti, il quale tentava di prendere anche Parma.
- Pietro, Rolando e Marsilio de' Rossi che vengono investiti nel 1332 dall'imperatore Ludovico dei feudi del parmigiano, alla presenza dei principi della Lega. L'affresco è parzialmente coperto nella parte bassa da un portale in noce montato in epoca successiva e proveniente dall'oratorio della Beata Vergine del Serraglio.
- Marsilio de' Rossi che acquista nel 1333 la città di Lucca per 35000 fiorini divenendone vicario, dopo che il re Giovanni I di Boemia l'ha tolta al despota Americo Castracani.
- Pietro de' Rossi, fratello di Marsilio e Orlando, che nel 1336 entra nel senato di Venezia accolto dal doge Francesco Dandolo e viene nominato generale della Lega Veneta contro Mastino della Scala. Pietro portò le truppe veneziane, poco avvezze alle battaglie terrestri, a conseguire numerose vittorie: dopo aver abbattuto le mura delle saline che costituirono il casus belli, passò il fiume Brenta, prese Padova e cinse d'assedio Monselice; colpito da una lancia in battaglia, morì dopo due giorni il giorno 8 agosto 1337. In segno di onore e rispetto per il valore del condottiero le sue armi vennero esposte nella basilica di San Marco a Venezia.
- Marsilio e il fratello Pietro che, alla testa delle truppe fiorentine, sconfiggono il 5 settembre 1336 le truppe di Mastino della Scala a Cerulio e dopo aver liberato Lucca tornano trionfanti in Firenze avendo fatto prigioniero il luogotenente e altri comandanti della fazione avversa e avendo catturato numerosi vessilli e insegne nemiche.

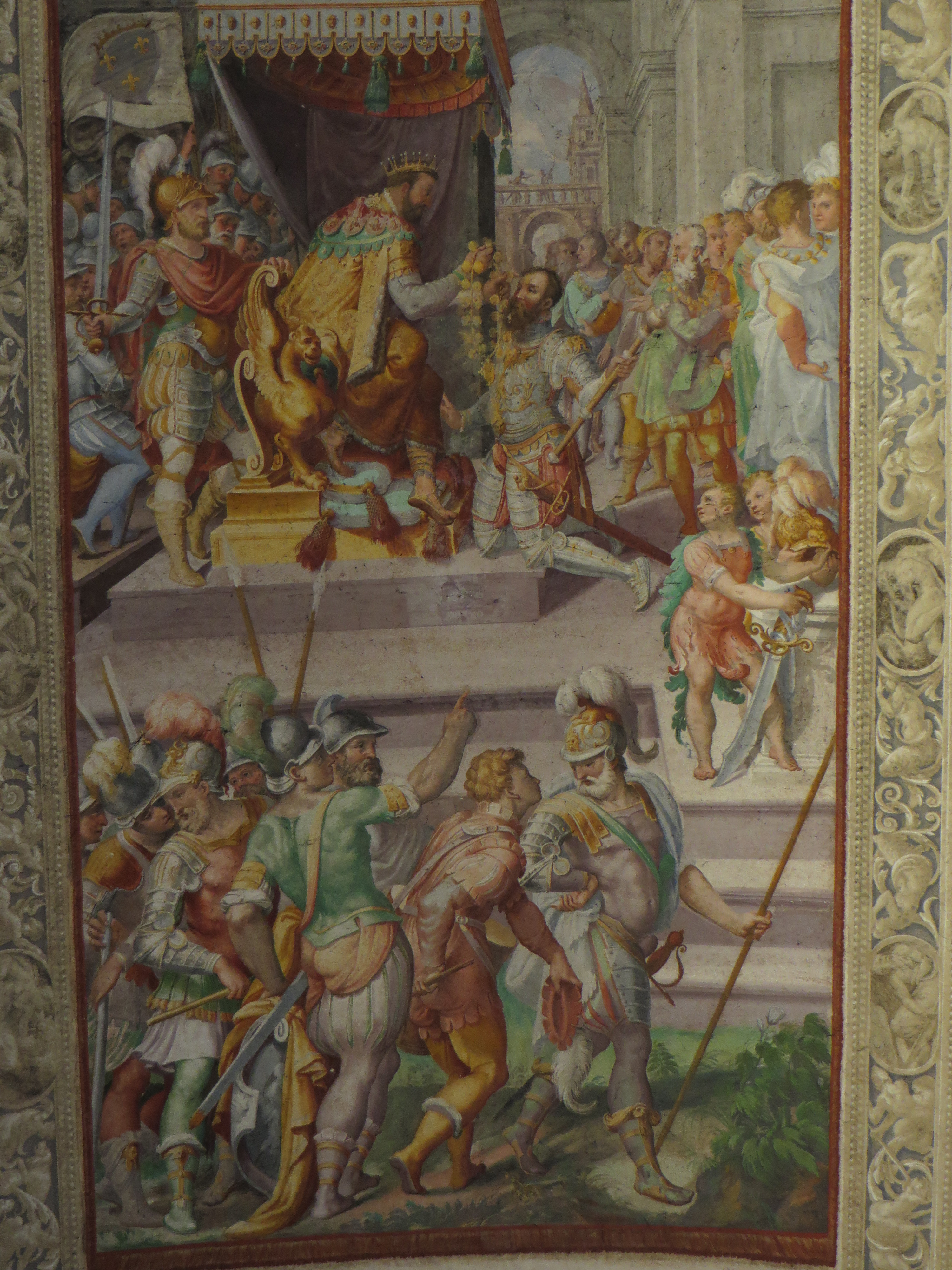
Particolare dell'affresco raffigurante l'investitura di Pier Maria II a capo delle truppe del Re di Francia, nella Sala delle Gesta Rossiane

- Pier Maria II de Rossi che nel 1470 rientra a Parma acclamato "padre della patria" dopo aver posto sotto il dominio della città numerosi castelli.
- Guido, figlio di Pier Maria II de' Rossi, che, di fronte alla rotta dei Veneziani durante la battaglia di Calliano, con pochi cavalieri si getta alla carica e mette in fuga le truppe di Sigismondo presso l'Adige.
- Filippo Maria, figlio di Guido, che, consigliere dell'imperatore Massimiliano, nel 1503 discute sulla tattica di guerra durante l'assedio di Padova, convincendolo a desistere nel proposito di espugnarla.
- Pier Maria III, padre di Troilo II, che nel 1542 viene nominato cavaliere dell'Ordine di San Michele dal re Francesco di Francia di fronte ai baroni del regno.[14]

L'ultimo affresco è posizionato al centro della volta, mentre tutti gli altri sono collocati sulle pareti.
Completano le decorazioni della volta una raffigurazione della Fama e della Gloria e alcuni cornicioni che sostengono la volta, raffiguranti le armi che erano utilizzate all'epoca; i riquadri e le cornici che attorniano la volta sono caratterizzati da elementi floreali e frutti, mentre in alcuni medaglioni sono rappresentati dei putti e al centro delle pareti più corte sono raffigurati guerrieri carichi di armi e trofei.
Nella parete est è inserito un monumentale camino in marmo rosso di Verona sorretto da due cariatidi, finemente decorato e datato 1570. Nell'architrave del camino è incisa la scritta "Troilus Rubeus Comes II". Sopra al camino una struttura in stucco fa da basamento a due figure che sorreggono il leone rampante, stemma del casato. Nella parete ovest, invece, campeggia fra gli affreschi il leone di San Marco, per ricordare il patriziato veneto del quale i Rossi erano stati investiti dai tempi di Pietro Maria I.

### Il cortile d'Onore

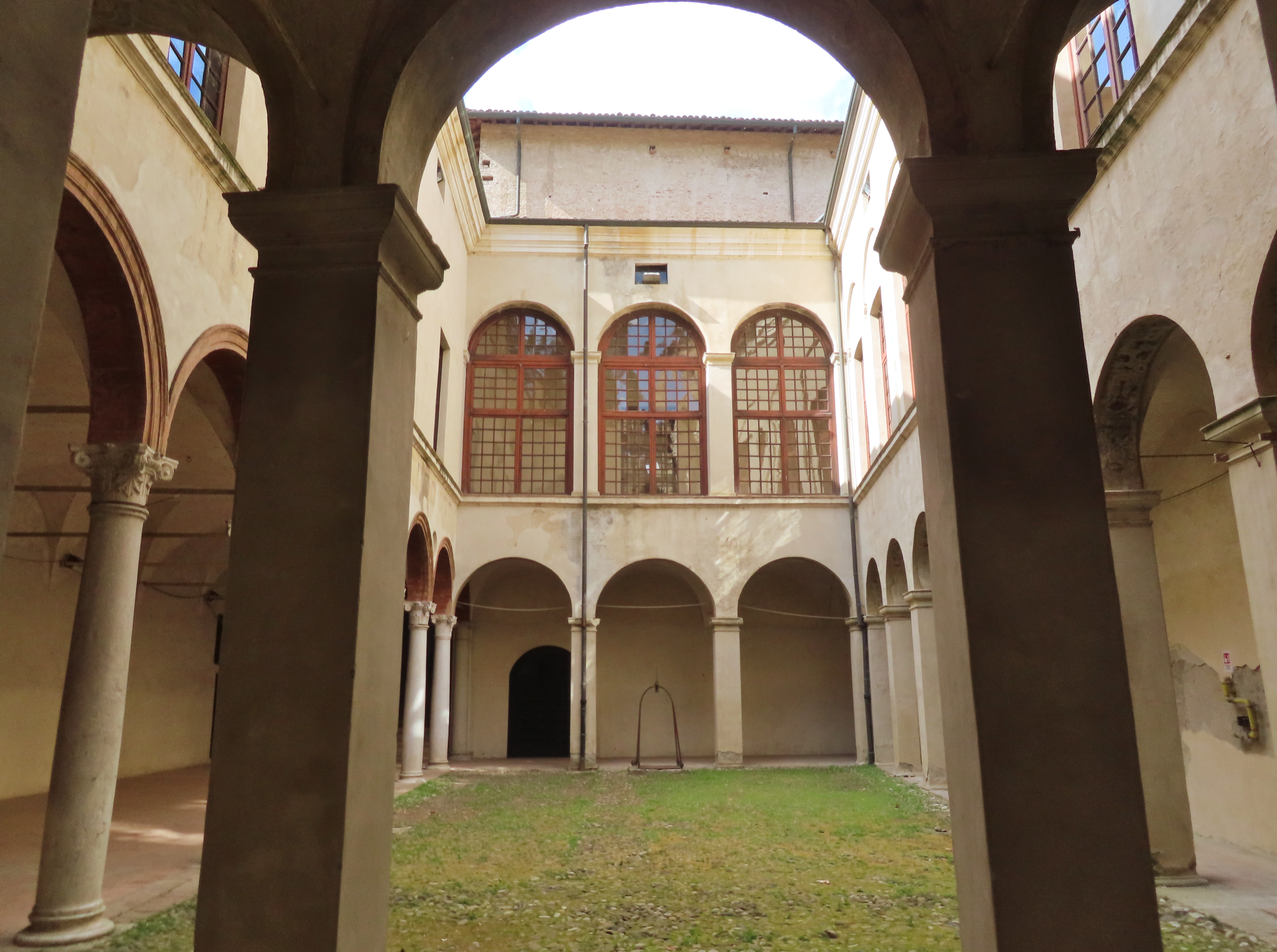
Lato nord del cortile d'Onore

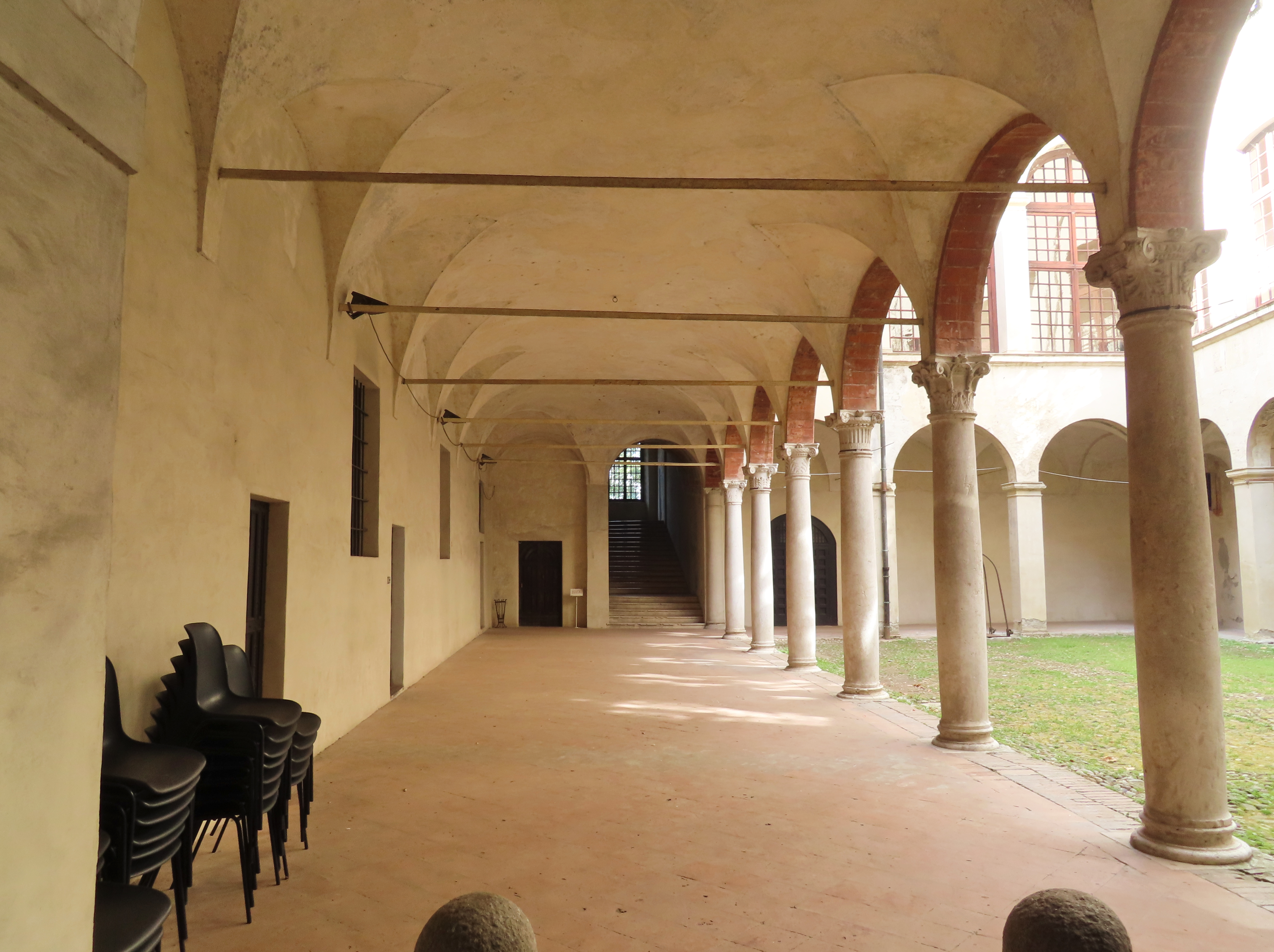
Portico ovest del cortile d'Onore

L'intera struttura fa da cornice al cortiletto d'onore pavimentato in ciottoli, cui si accede dalla zona del parco attraversando un atrio di comunicazione colonnato.
Il portico ovest che dà sul cortiletto è chiuso da volte a crociera e caratterizzato da sei colonne di marmo con zoccolo in cotto, mentre le colonne degli altri portici sono in cotto con capitelli di marmo. Alcuni capitelli recano scolpito il leone rampante, stemma della famiglia Rossi.
Affreschi oggi scomparsi decoravano un tempo le pareti e le volte degli archi.

### Lo Scalone d'Onore

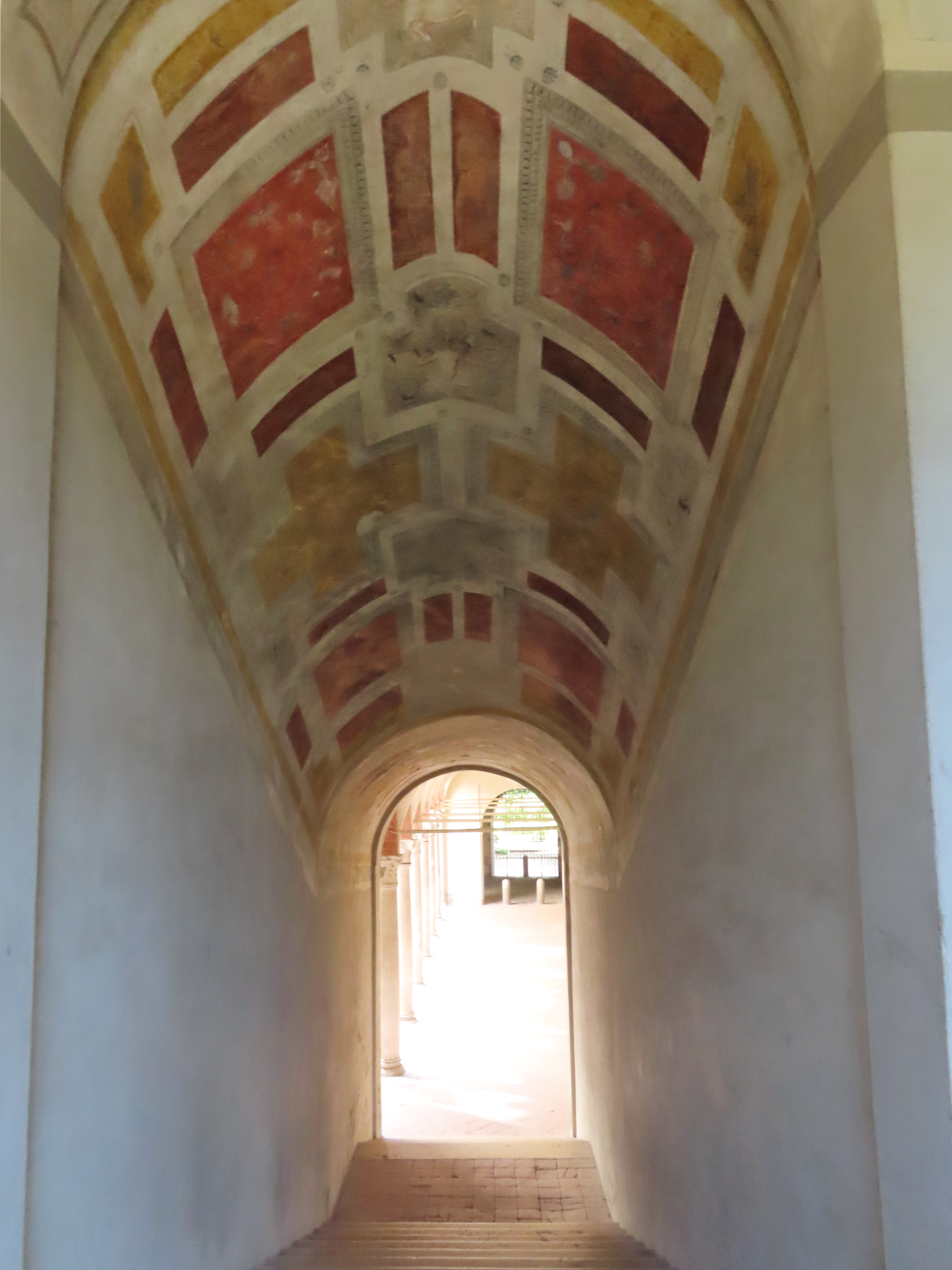
Scalone d'Onore

Al fondo del Cortile d'Onore, dopo aver percorso il porticato in stile rinascimentale, si accede al monumentale Scalone d'Onore, composto da bassi gradini realizzati in marmo rosso di Verona. Si articola su quattro pianerottoli con due rampe ed è coperto da una volta a botte.
Decorato con affreschi dai colori rossi e gialli, probabilmente ad opera di Michelangelo Anselmi, e illuminato da due ampie finestre poste al termine della prima rampa, introduce il visitatore alle decorazioni e agli affreschi dei locali di rappresentanza del primo piano.
In cima allo scalone si trovano ai lati due piccole formelle quattrocentesche rappresentanti San Sebastiano e San Rocco. Dal pianerottolo terminale si ha lateralmente un diretto accesso alla Sala delle Gesta Rossiane, mentre frontalmente si entra nell'atrio.

### L'atrio
È un ambiente piuttosto stretto che si trova al termine dello Scalone d'Onore cinquecentesco; il soffitto è dipinto a grottesche in cui spiccano un viticoltore, dei balestrieri, dei cacciatori, degli uccelli e un puttino con un'aquila, fra tralci verdi.
Dall'atrio si accede direttamente alla Sala di Bellerofonte, frontalmente, a destra alla Galleria di Esopo e a sinistra ad una loggetta.

### La loggetta del Cortile d'Onore
La loggetta corre su tre lati del Cortile d'Onore, mettendo in comunicazione le stanze di rappresentanza con gli appartamenti maschili; risultano ancora visibili in alcuni punti la tracce delle antiche decorazioni, fra le quali spicca ancora ben conservato un putto circondato da festoni di frutta e fiori. Un tempo tale loggetta, ora chiusa da grandi finestroni, era aperta come il portico sottostante.

### La Sala degli Stucchi della torre d'angolo
Affiancata al grande terrazzo verso la piazza, dal quale si accede alle sale di rappresentanza dei Giganti, di Adone e di Latona, e collegata alla loggetta del cortile d'onore da uno stretto corridoio decorato con grottesche settecentesche, si trova la grande Sala degli Stucchi, coperta da una volta completamente imbiancata coronata da grosse riquadrature in gesso dalle forme barocche.
La torre, divenuta angolare dopo le demolizioni ottocentesche, prende luce da finestre ricavate dalle feritoie nel periodo rinascimentale ed ha diretto accesso sia al terrazzo sia a locali di disimpegno.

### Il loggiato

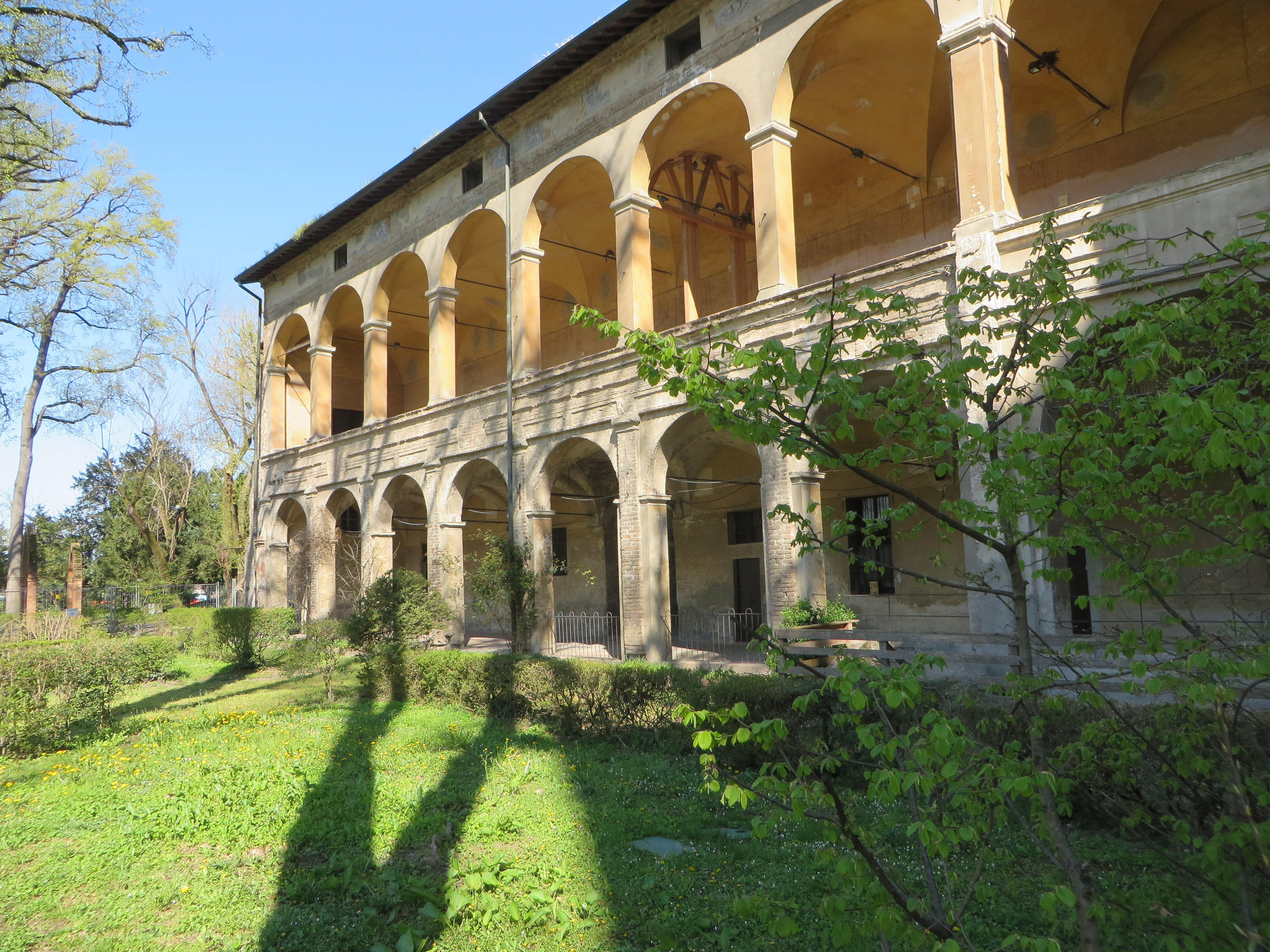
Il loggiato nord

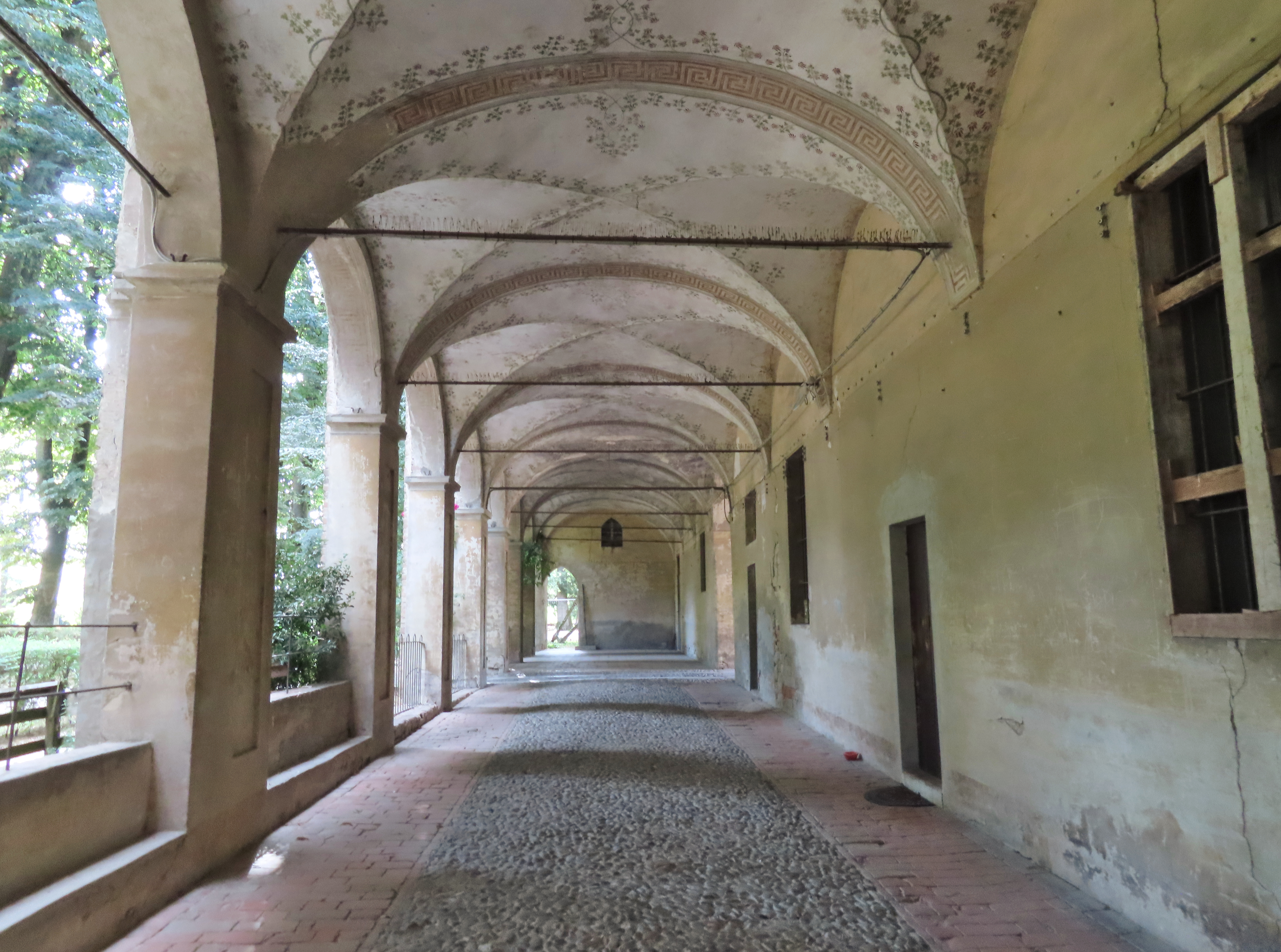
Il porticato nord

Il loggiato superstite, quello nord, è composto da otto grandi archi e si presenta oggi com'era nel XVI secolo, ad eccezione delle decorazioni murali ormai coperte dall'intonaco; in origine si apriva sulla corte grande, racchiusa dal loggiato stesso, dal loggiato est ora demolito e dai locali di servizio sugli altri due lati.
Su di esso si affacciano la Sala delle Cena, la Sala del Lupo, la Sala della Giustizia e la Sala dell'Asino d'Oro. Il porticato sottostante presenta un'apertura che conduce nella corte della ghiacciaia.

### Le scuderie ottocentesche, le cannoniere e il locali del piano terra
Sono presenti, sempre al primo piano, alcuni locali di servizio, definiti sale degli stucchi, mentre al piano terra sono rimasti alcuni locali quali: la beccheria, il macello, la cascina, la cucina, i granai, nonché numerose camere "a volto" prospicienti il loggiato superstite affacciato direttamente sul parco che erano adibite a residenza del custode.
Sempre al piano terra solo visitabili le scuderie ottocentesche, restaurate, anticamente adibite a cantine, e la zona dove erano collocate le cannoniere, cui si accede grazie ad un percorso guidato che parte dal locale delle scuderie stesse. Attualmente le scuderie vengono utilizzate come sala per convegni, eventi, dibattiti.

### Il mastio

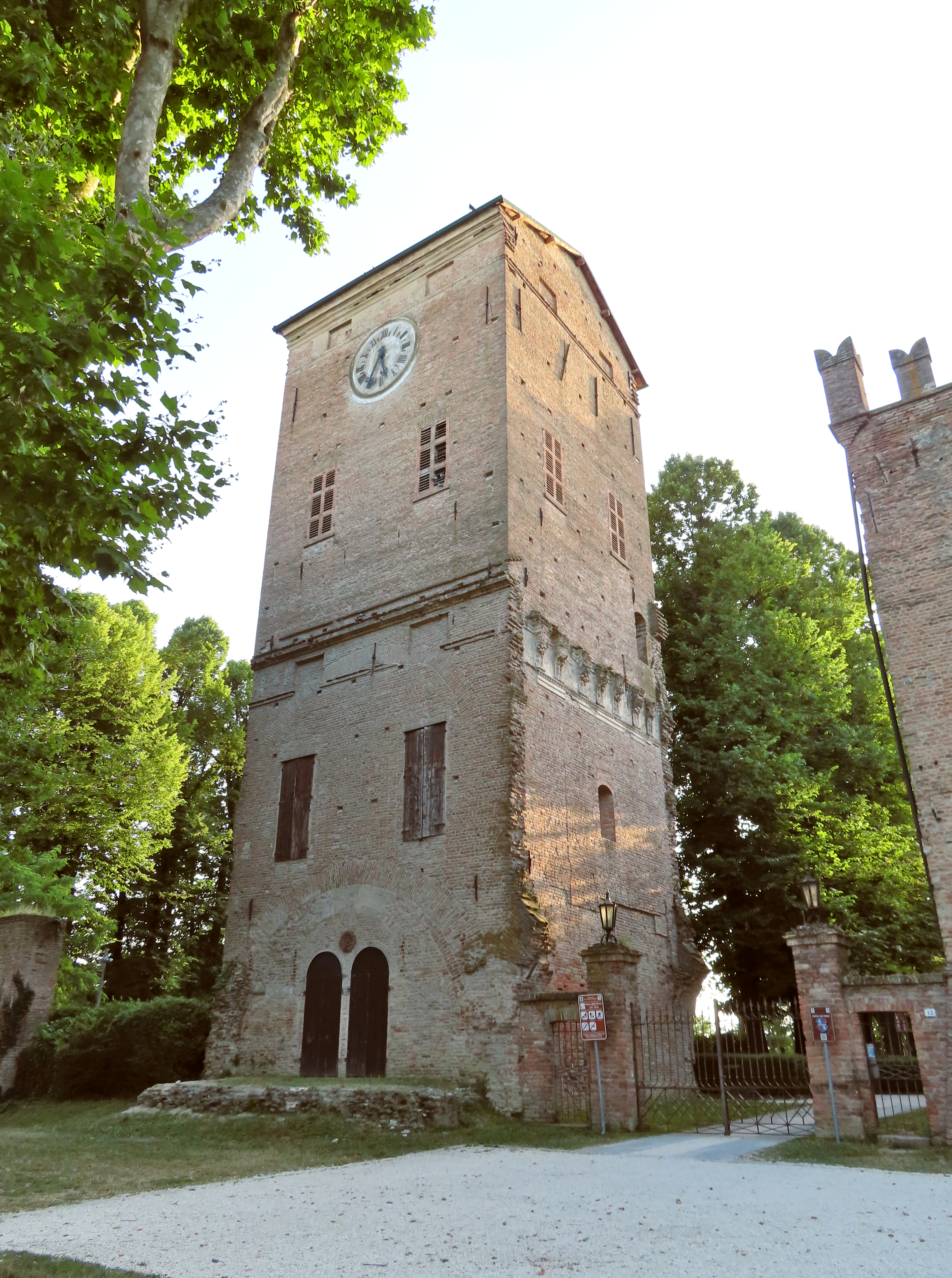
Il mastio

Un tempo inglobato nella struttura dal blocco di sale che lo circondava, demolito nell'Ottocento, si erge solitario l'antico mastio, collegato alla struttura da un semplice cancello d'ingresso.
Dotato di torre con orologio, presenta ampi finestroni e una duplice porta di ingresso al piano terreno; ad esso sono collegati sul lato sud piccoli locali di servizio. Dai suoi sotterranei, ora murati, partivano dei passaggi segreti che portavano all'esterno del maniero. È visitabile solo al piano terreno dove aveva un tempo sede la biblioteca, oggi adibita a punto informazioni della rocca.

### L'antico ingresso

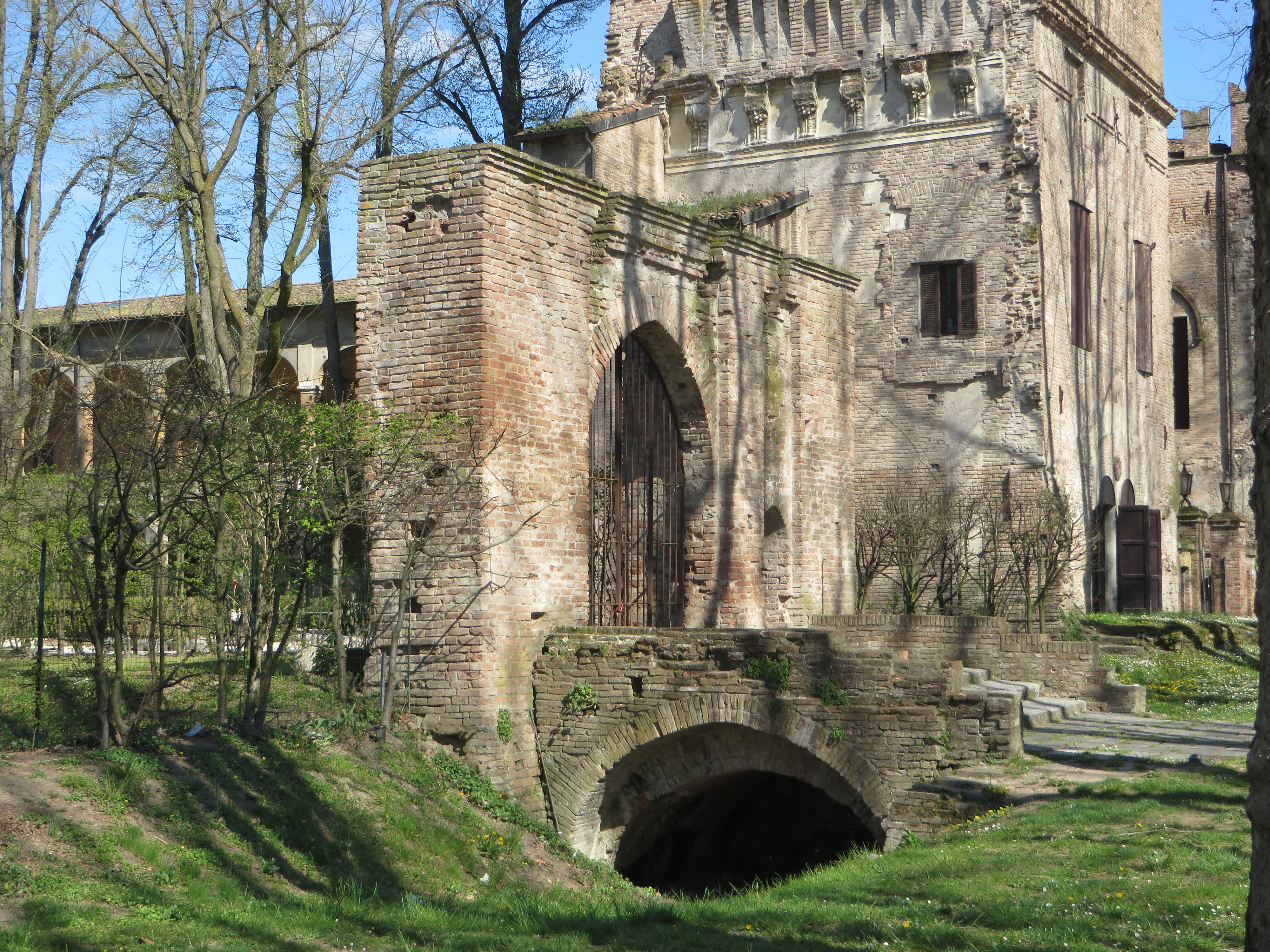
L'antico ingresso dal ponte levatoio

Dell'antico ingresso del castello, posto a sud del mastio, si conserva soltanto l'arco con la prima delle tre arcate che in origine si aprivano sul ponte che scavalcava il fossato. La luce di passaggio sotto l'arcata superstite è stata scavata durante gli interventi di ristrutturazione della piazza antistante.

### Il parco della rocca

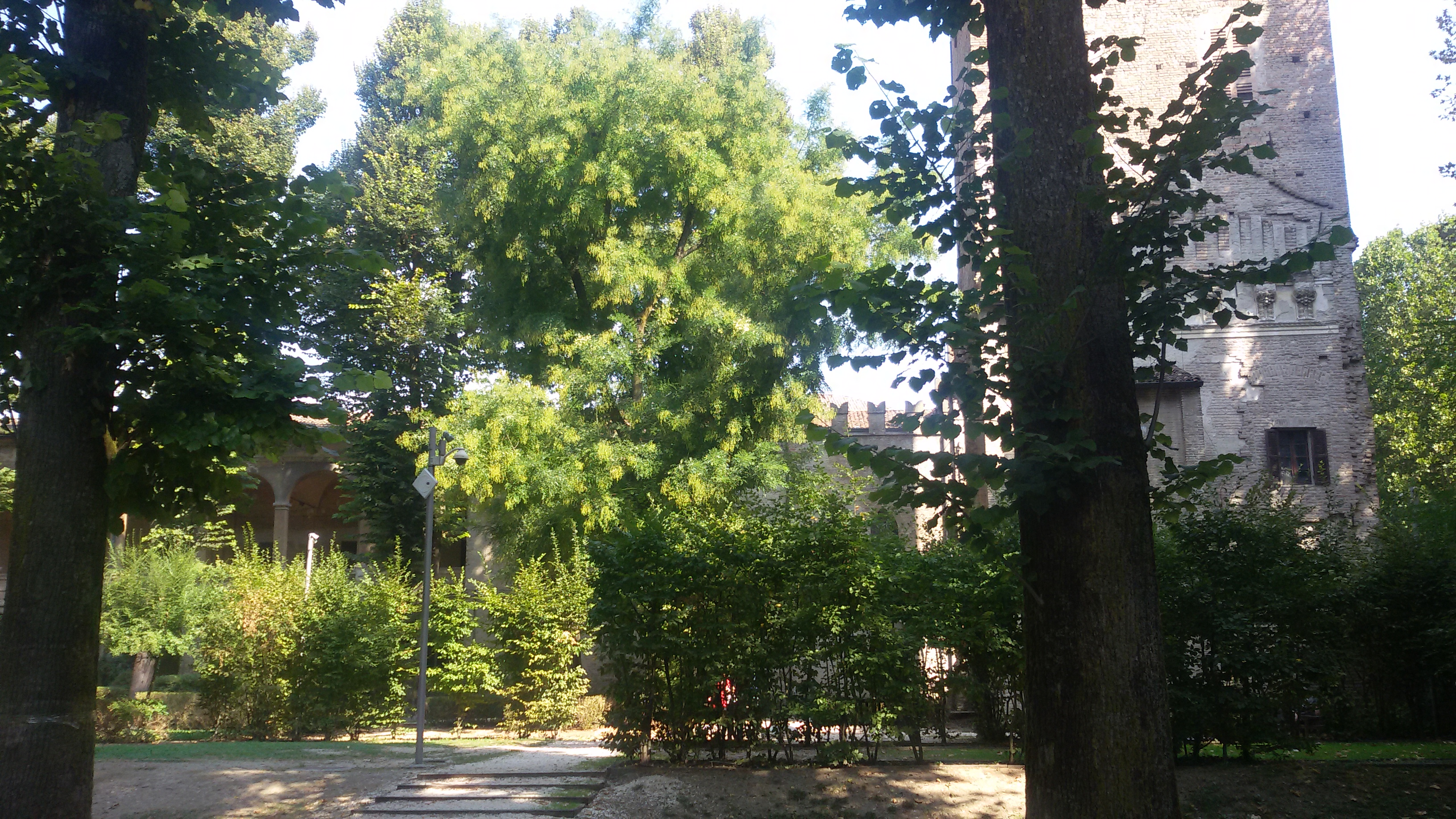
Il parco

Il parco si estende sulla superficie anticamente interessata dalle strutture annesse alla rocca, sino ad arrivare ai confini delimitati in buona parte ancor oggi dai resti delle mura originarie.
Fu creato a metà degli anni ottanta del XIX secolo in sostituzione degli edifici demoliti, rispecchiando con il suo andamento a due livelli le due corti che erano presenti nel maniero cinquecentesco: la corte alta e la corte bassa. Fra le siepi di bosso e le numerose specie arboree, spiccano querce e tigli secolari.

### Percorso di visita
Il castello è aperto al pubblico e fa parte del circuito dei castelli dell'Associazione dei Castelli del Ducato di Parma, Piacenza e Pontremoli.
Risultano oggi visitabili, oltre al parco e al porticato nord, il Cortile d'Onore, lo Scalone d'Onore, la Sala di Bellerofonte, la Galleria di Esopo, la Sala delle Favole, la Sala di Momo, la Sala dell'Asino d'Oro, la Sala dei Cesari, la Sala degli Atleti, la Sala di Circe e Didone, la Sala di Mercurio, la Sala di Latona, la Sala di Adone, la Sala dei Giganti, la Sala delle Gesta Rossiane la Sala degli stucchi e le scuderie ottocentesche, sedi del percorso archeologico medievale.  Attualmente rimangono ancora non visitabili: la Sala del Lupo, la Sala della Cena, la Sala della Giustizia.

## Manifestazioni e cultura

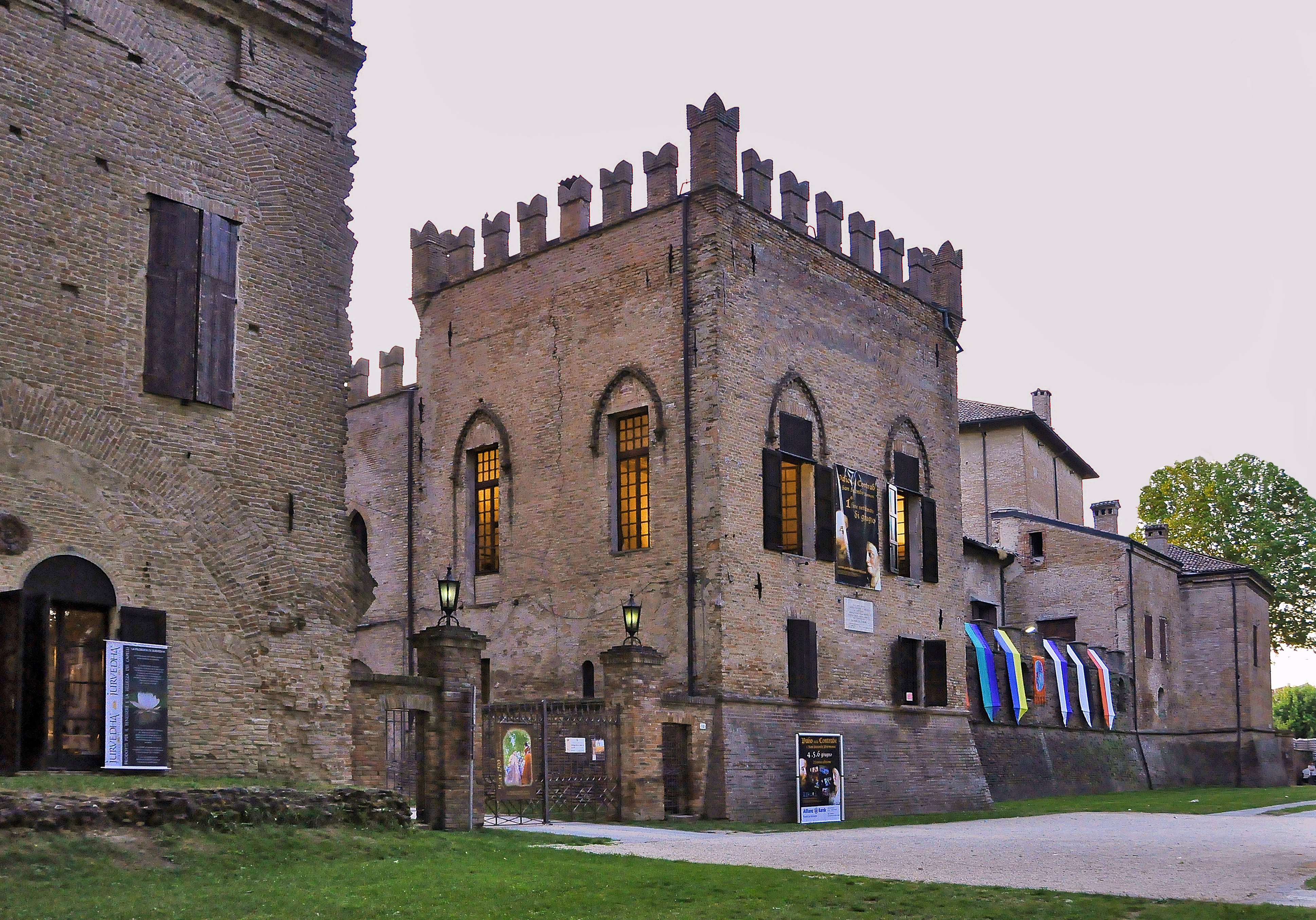
La rocca addobbata in occasione del Palio delle Contrade

La rocca dei Rossi, oltre ad essere aperta alle consuete visite guidate che si svolgono da marzo a ottobre e a fornire il naturale palcoscenico per il Palio delle Contrade, è da sempre stata utilizzata per diverse manifestazioni; fra le svariate attività culturali spicca la rievocazione storica "Arte e Suggestioni in Rocca": una particolare visita guidata che si svolge con cadenza mensile, in notturna, dove le guide sono personaggi in costume dell'epoca rossiana, quali Pietro l'Aretino, Giovanni dalle Bande Nere, Pier Maria III de' Rossi, Camilla Gonzaga, che fanno rivivere al visitatore momenti salienti della locale storia rinascimentale.

## Curiosità
- Come in tutti i castelli medioevali, anche nella rocca dei Rossi c'è una leggenda legata ad un fantasma: si narra che una giovane fanciulla venne trucidata non ancora ventenne e che il suo fantasma si aggiri, a mezzanotte, nel castello. A sostegno di questa tesi vi sarebbe una presunta macchia di sangue nel punto in cui sarebbe stata assassinata, sul camino della Sala di Latona.[17]
- La rocca dei Rossi pare fosse munita di alcuni tunnel sotterranei per la fuga; si narra che Pier Maria II morente utilizzò uno di questi tunnel per fuggire in lettiga a Torrechiara durante l'assedio delle truppe di Ludovico il Moro nel 1482.[8]
- Nella rocca di San Secondo, il cantautore varesino Lorenzo Bertocchini ha ambientato una canzone: si intitola "San Secondo" ed è uscita sul cd "Uncertain, Texas" (Lorenzo Bertocchini & The Apple Pirates, 2009). La canzone e il testo sono presenti sul sito della rocca: http://www.cortedeirossi.it/attivita/lorenzo.htm

## Galleria d'immagini

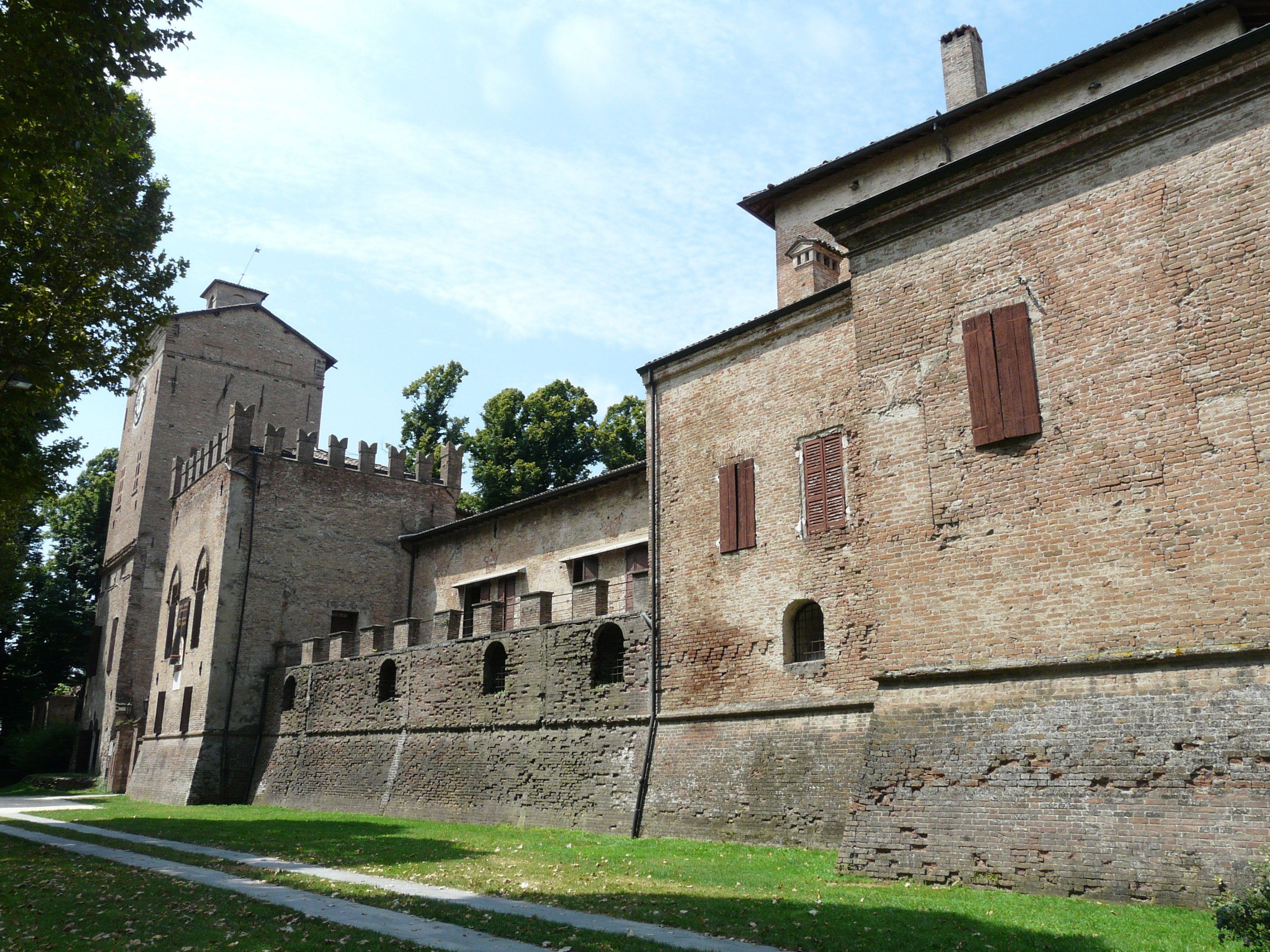
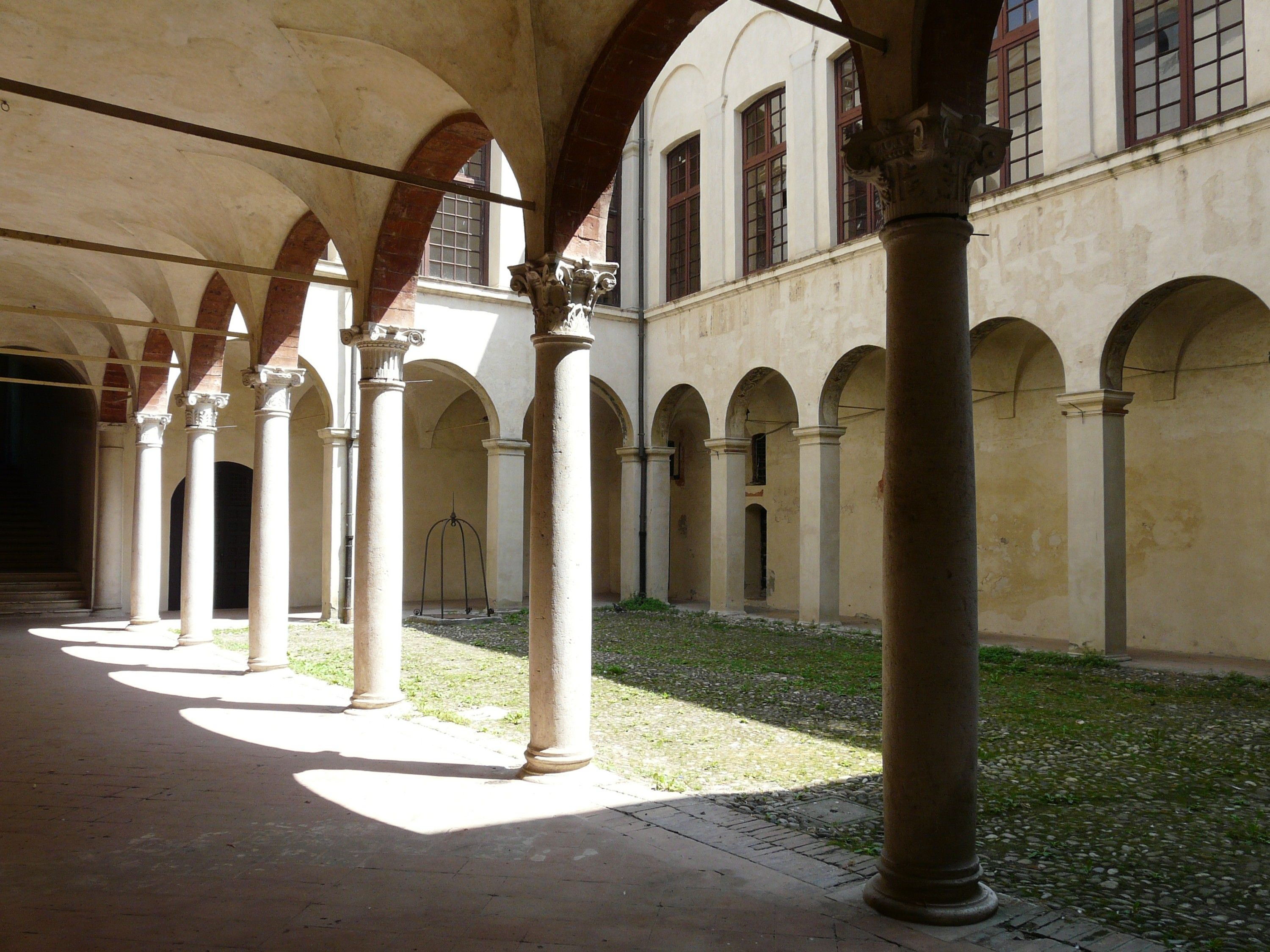
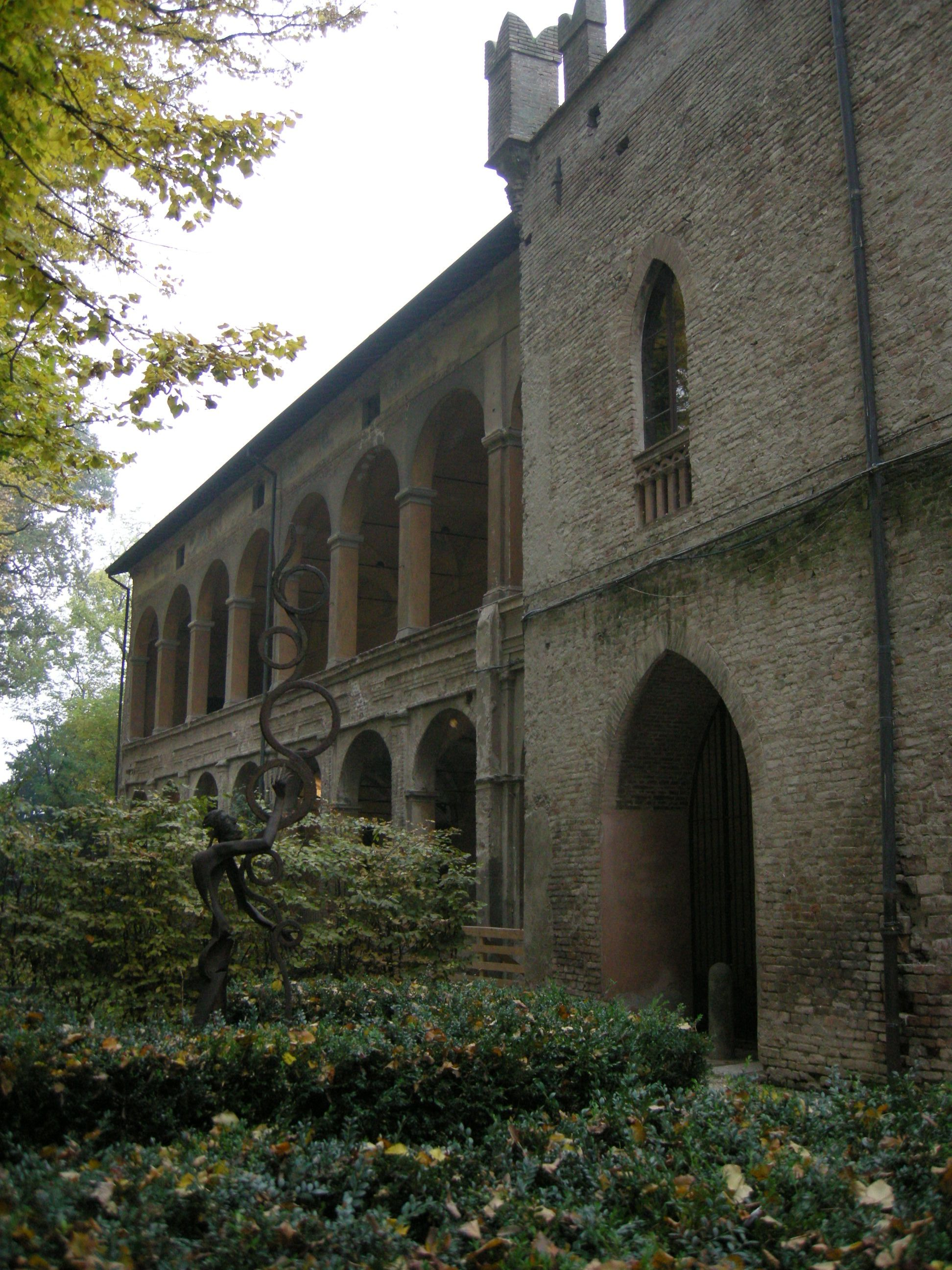
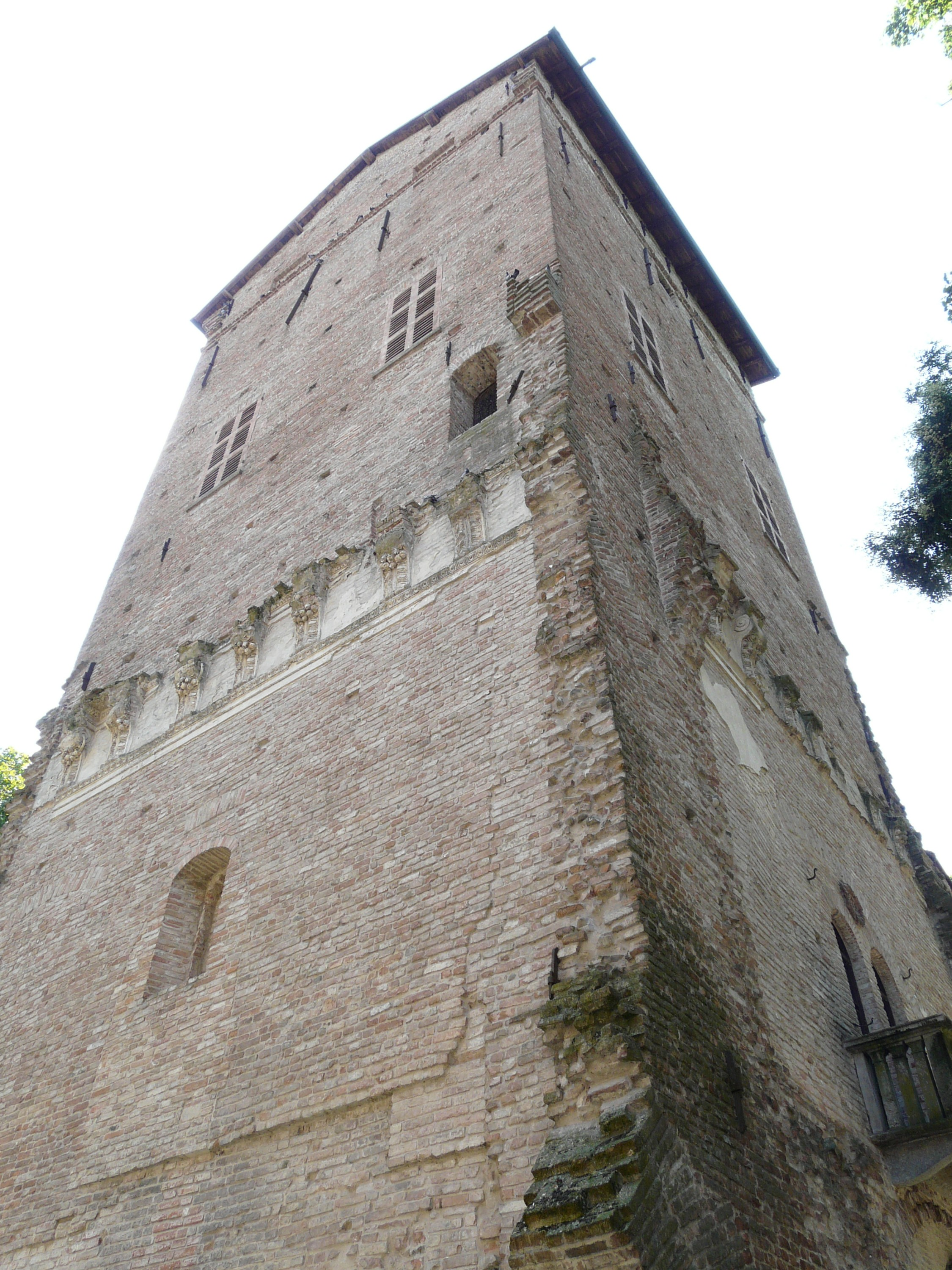
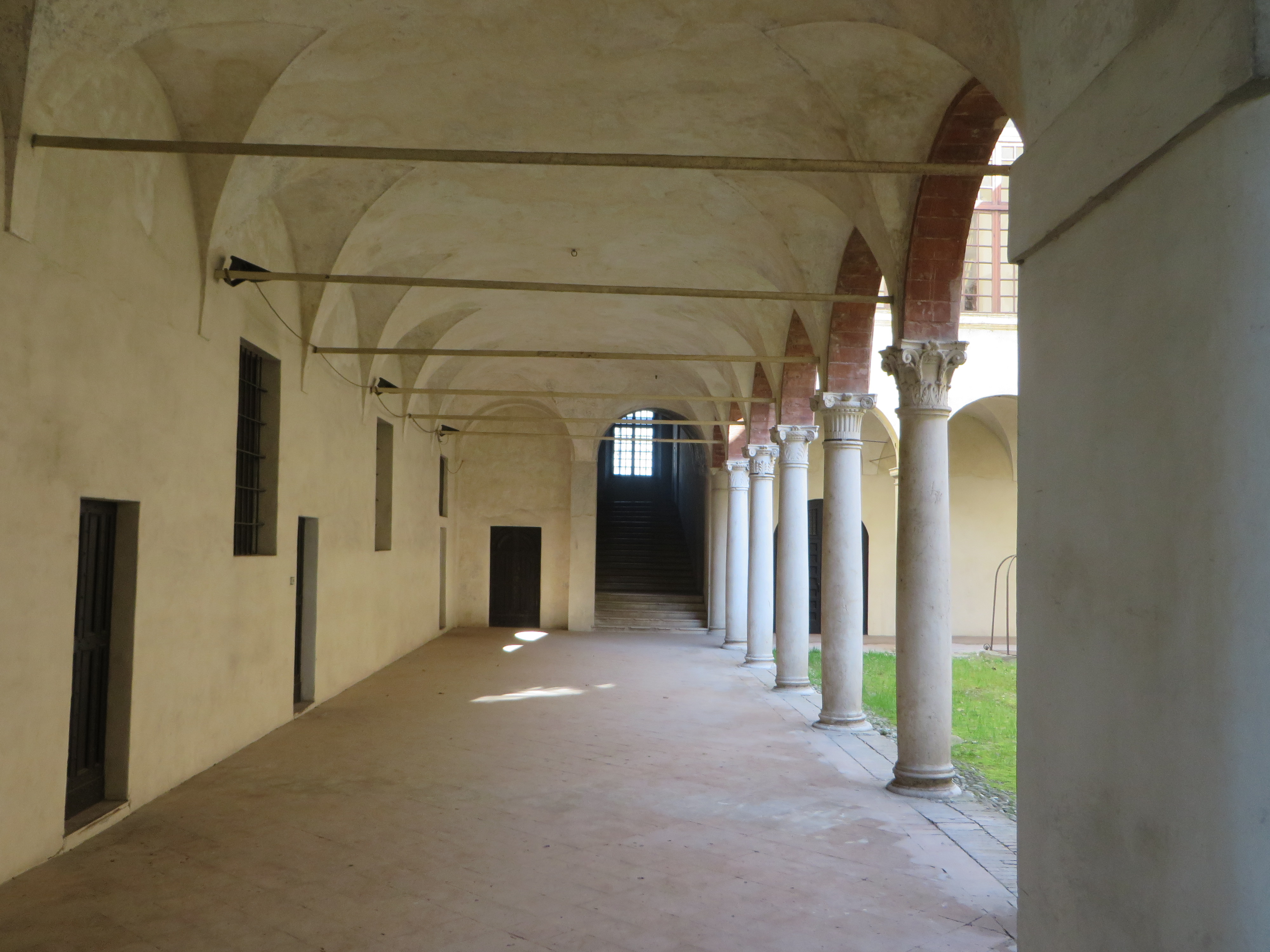
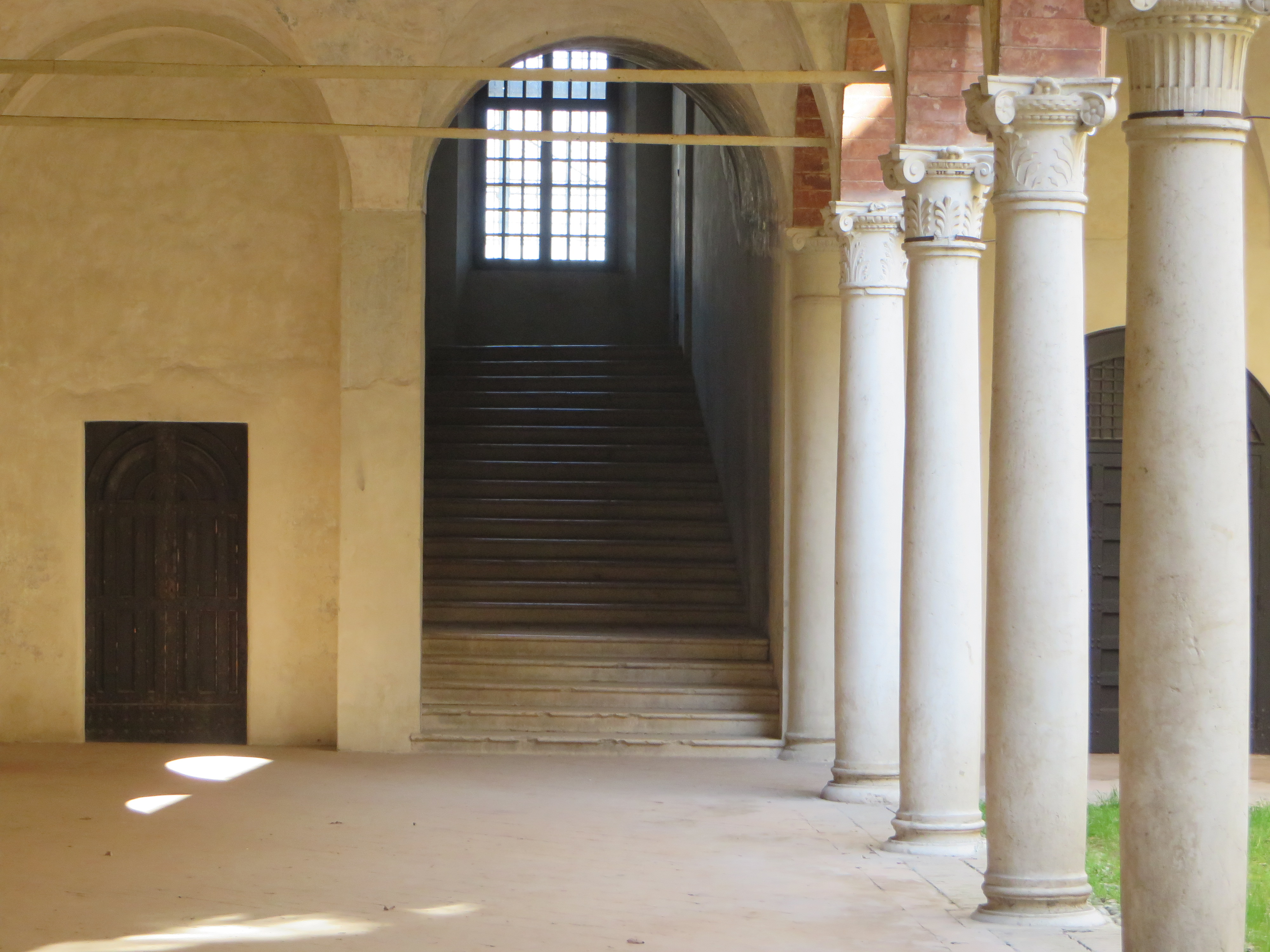
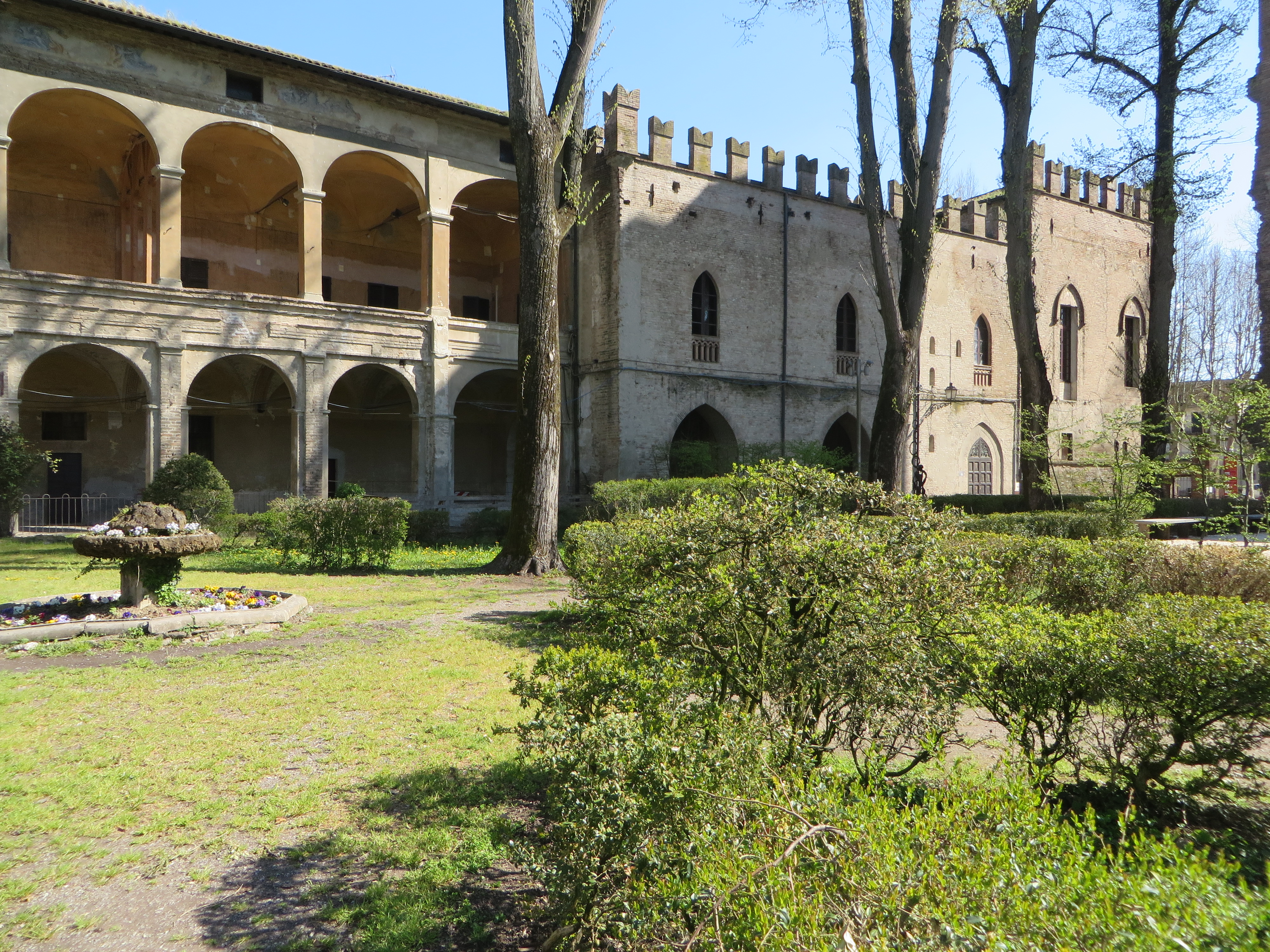
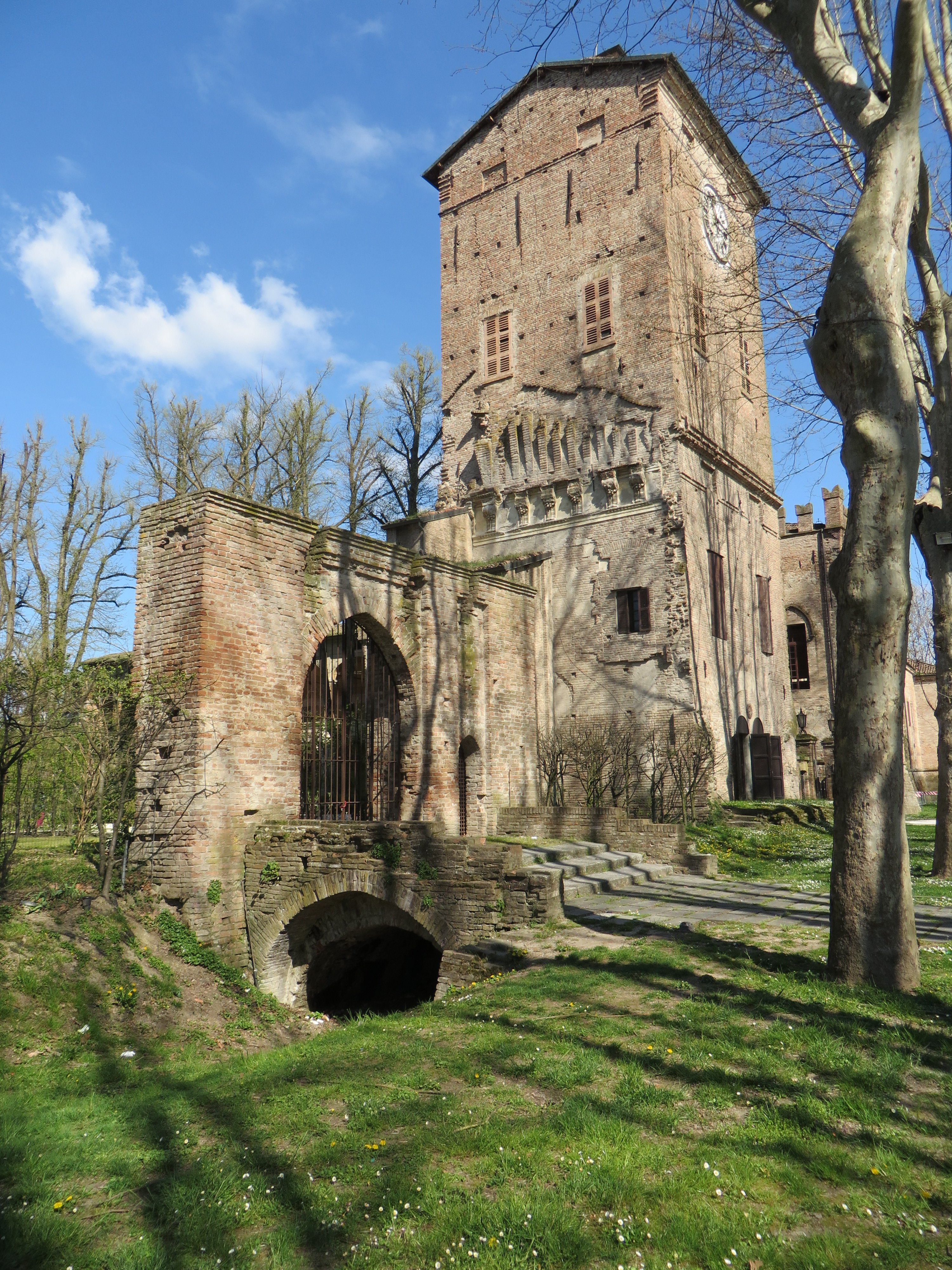
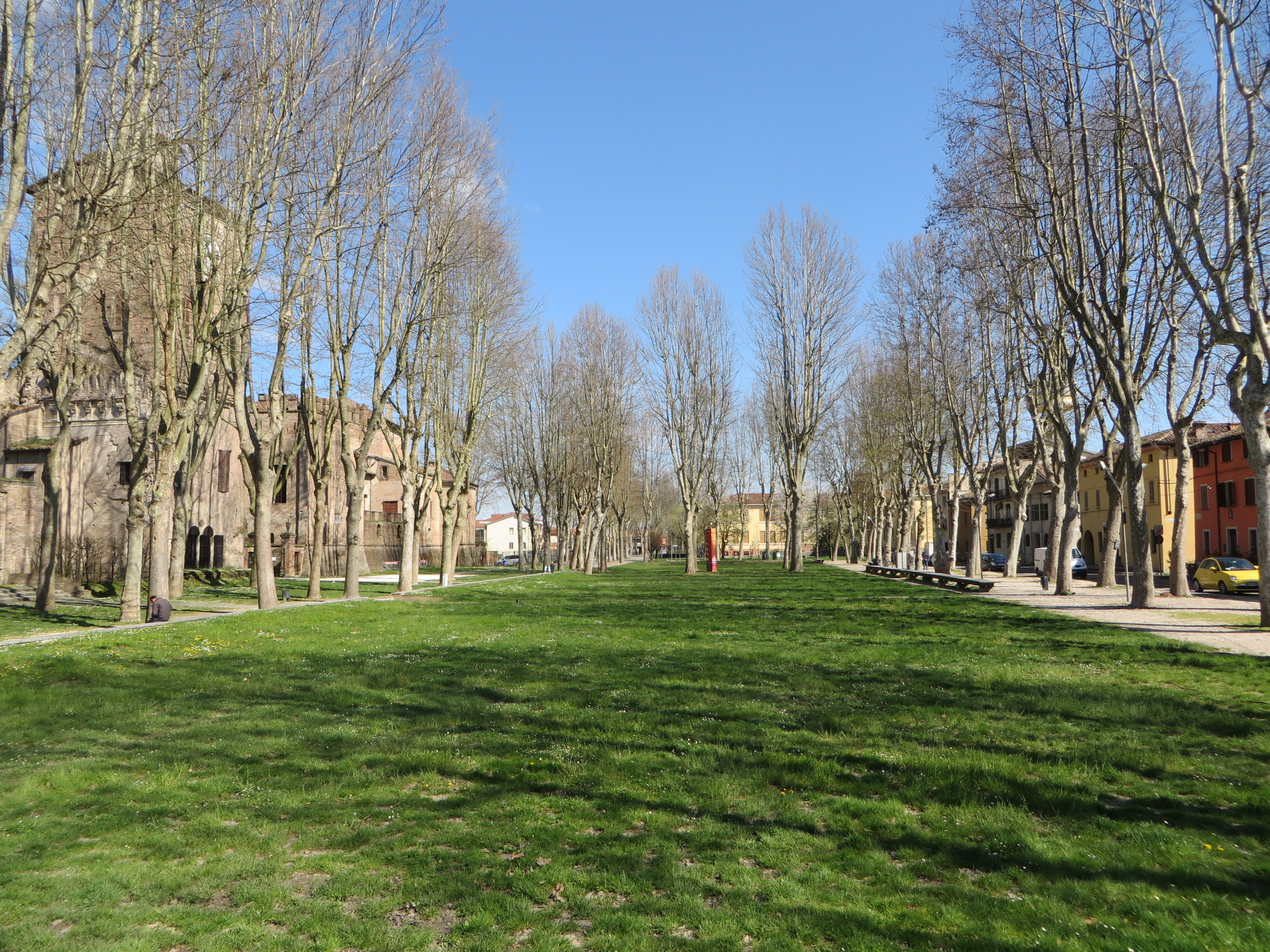
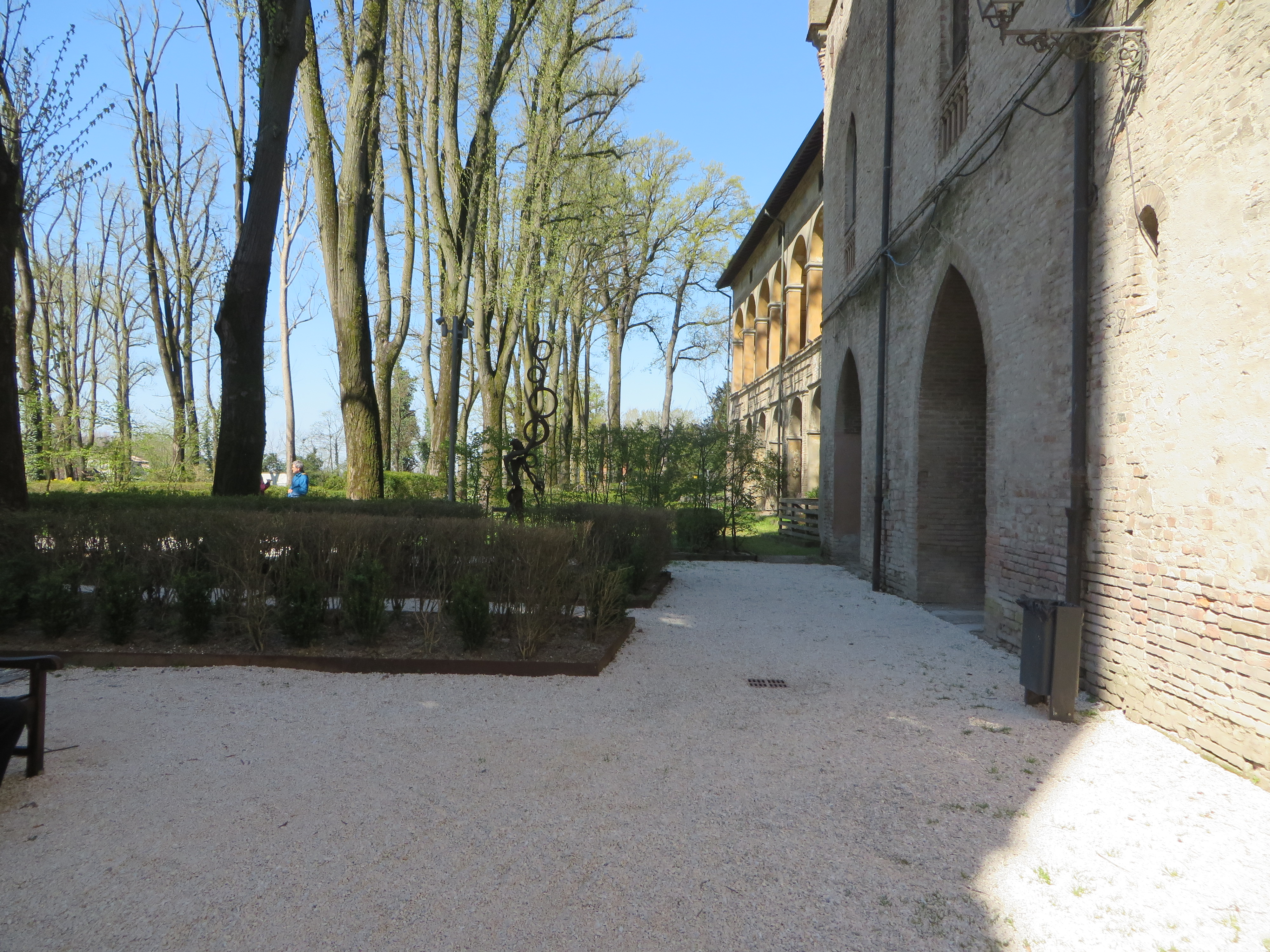
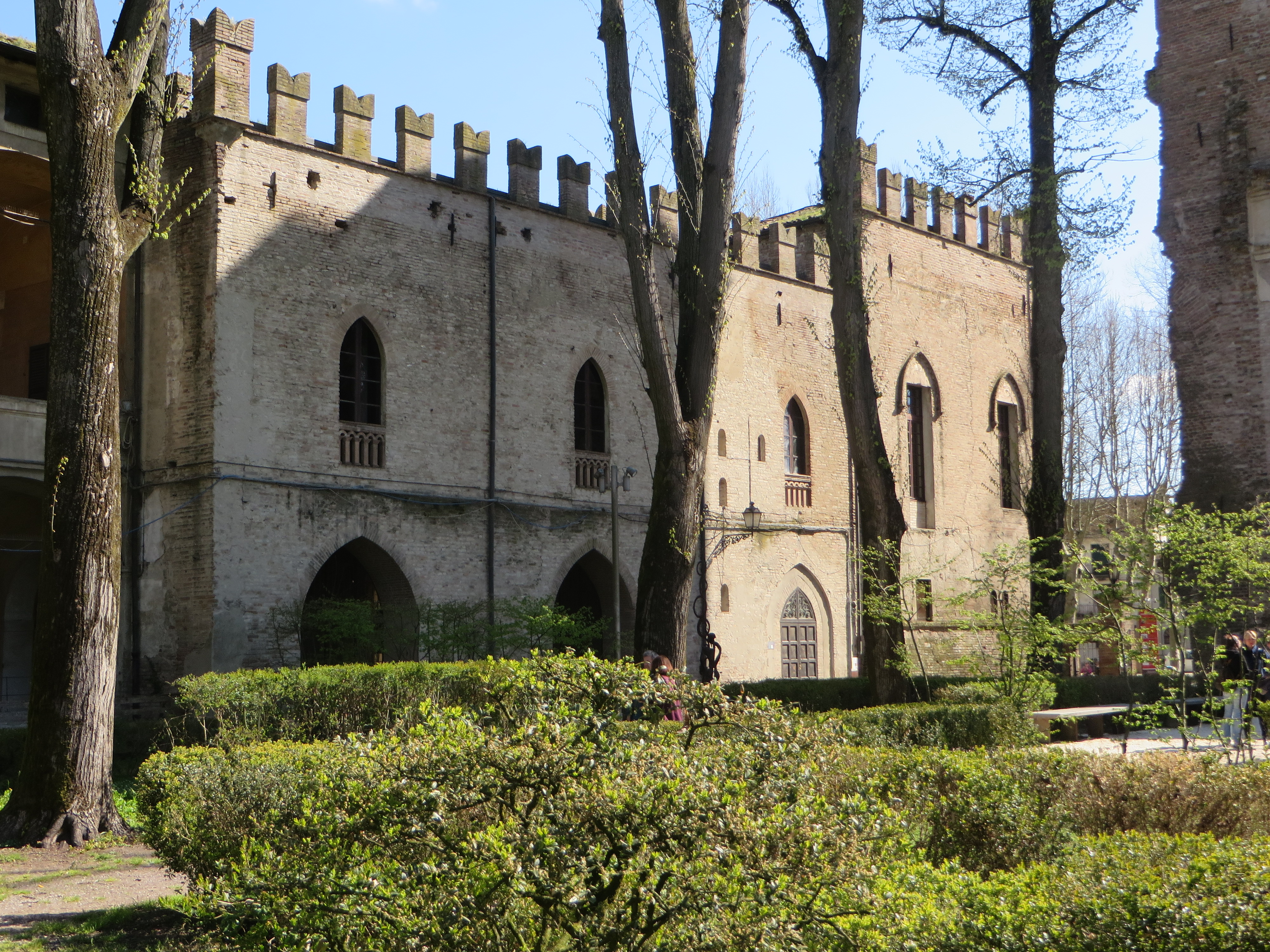
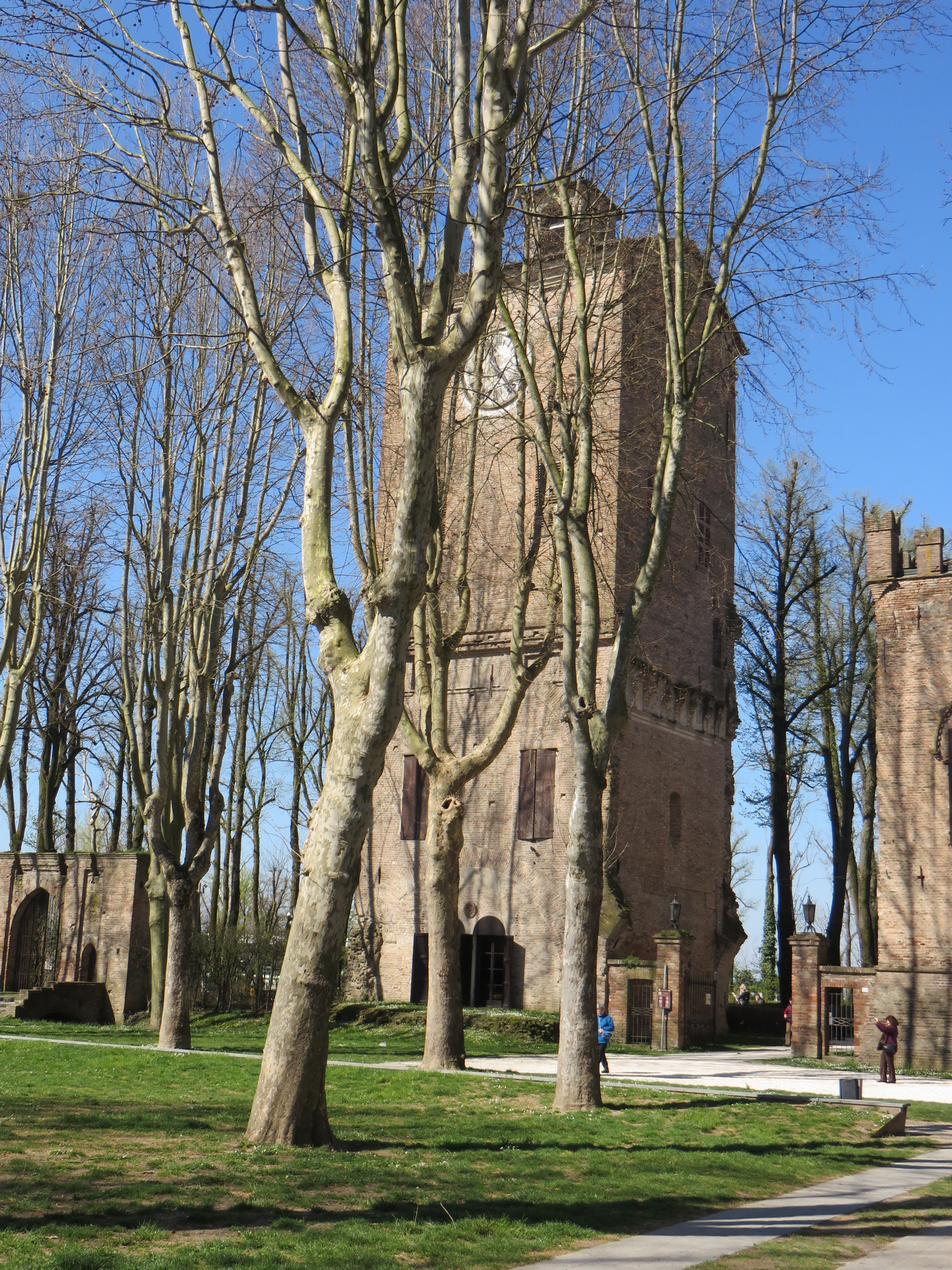
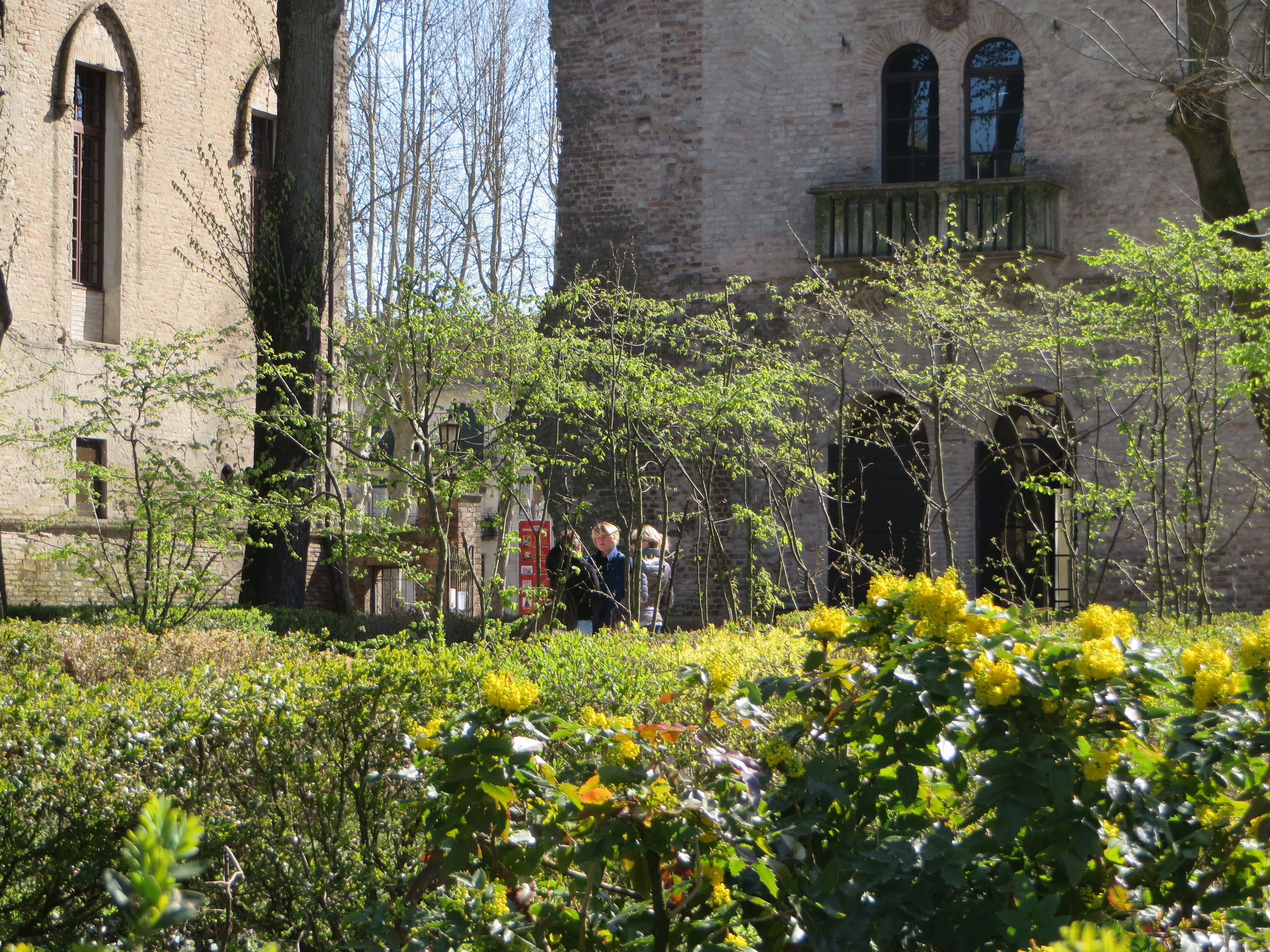
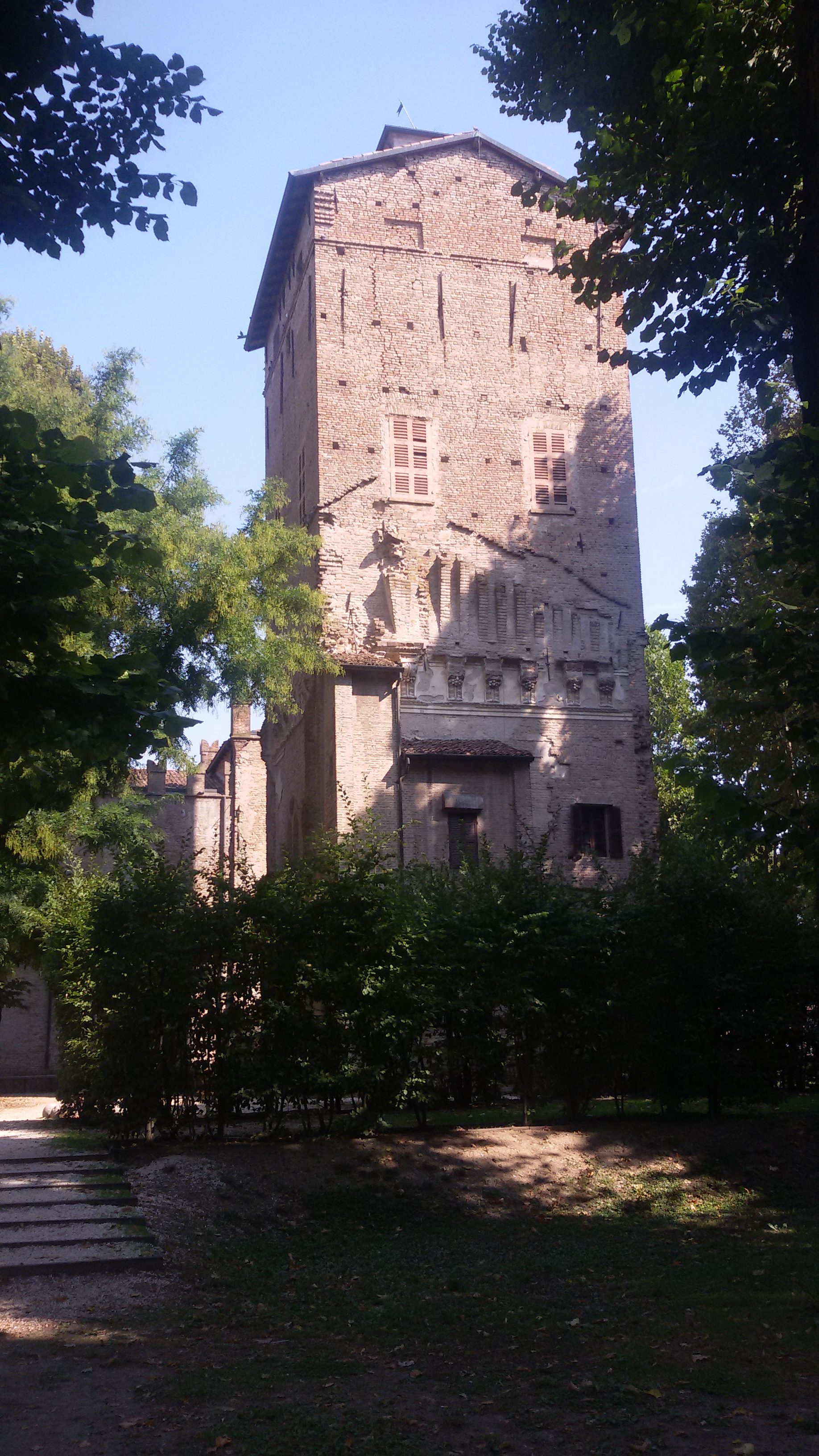